# Збірна Боснії і Герцеговини з футболу
Збірна Боснії і Герцеговини з футболу (босн. Bosanskohercegovačka nogometna reprezentacija) — національна футбольна команда Боснії і Герцеговини, яка керується Футбольною асоціацією Боснії і Герцеговини і представляє країну на міжнародному рівні.
Початки збірної сягають часу формування команди та першого міжнародного матчу в листопаді 1995 року, через кілька днів після закінчення боснійської війни. У 2014 році збірна дебютувала на великих міжнародних турнірах ФІФА як учасниця чемпіонату світу в Бразилії, не подолавши, однак, груповий етап.
Станом на 28 листопада 2024 посідає 74-e місце у рейтингу футбольних збірних світу.

## Історія

### До незалежності

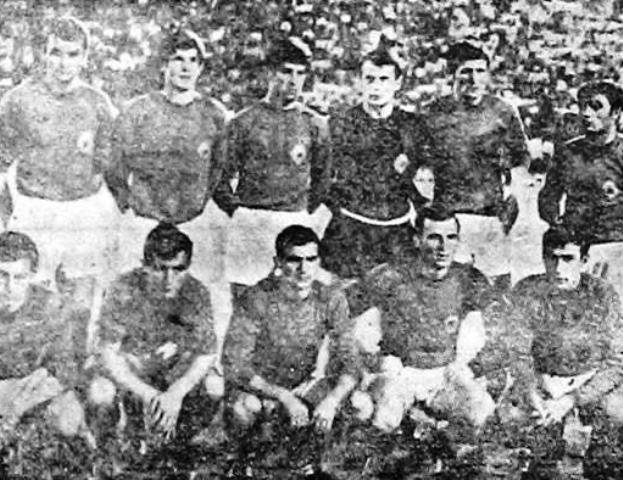
Збірна Югославії на Євро-1968 з гравцями із СР Боснії та Герцеговини; Мирсад Фазлагич (перший у верхньому ряду), Вахидин Мусемич (друге) та Івиця Осим (п'яте).

Футбол у Боснії та Герцеговині почав розвиватись на початку 20-го століття, а Сараєво (у 1903 році) та Мостар (у 1905 році) були першими містами, де в нього почали грати.

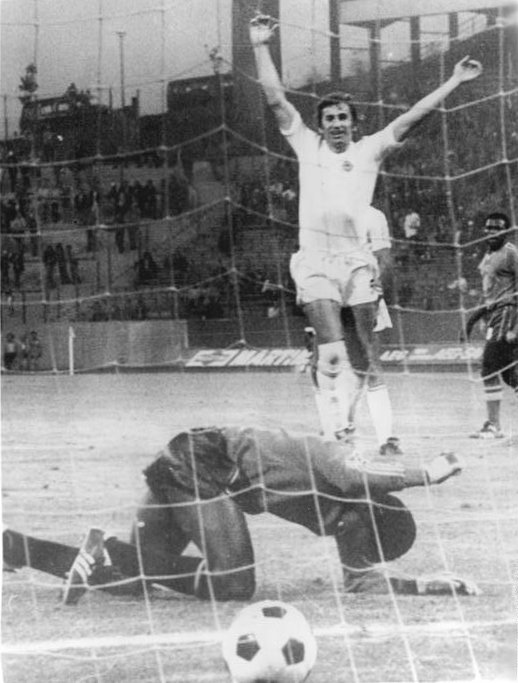
Боснієць Йосип Каталинський святкує гол збірної Югославії у ворота Заїру на чемпіонаті світу 1974 року.

Країна перебувала під правлінням Австро-Угорщини, коли розпочалися офіційні футбольні турніри в 1908 році. На початку Першої світової війни в Сараєво було чотири клуби — САШК, «Славія», «Джерзелез» і «Маккабі», а також ще приблизно 20 клубів за межами столиці.
Після війни Боснія і Герцеговина потрапила до Королівства Югославії і її команди почали виступати у національному чемпіонаті країни, який став проводитись з 1923 року.
У 1920 році була заснована пряма попередниця футбольної організації Боснії і Герцеговини — Сараєвська футбольна субасоціація, яка входила до складу Футбольного союзу Югославії. У її завдання входило організація футболу на місцевому рівні (республіканська, обласна, міжмуніципальна та міська ліги). Найкращі клуби брали участь у загальнонаціональному чемпіонаті, який тривав до сезону 1939/40 років, після чого почалася Друга світова війна. До 1940 року у вищому югославському дивізіоні виступали три команди з Боснії та Герцеговини: сараєвські клуби САШК і «Славія», а також «Країшник» з Баня-Луки.
Футбольна асоціація Боснії та Герцеговини була заснована після Другої світової війни, ставши частиною Югославської футбольної асоціації, яка стала курувати футбол новоствореної СФР Югославії.
Збірна Боснії та Герцеговини де-факто провела першу гру на післявоєнному чемпіонаті Югославії 1945 року як збірна Народної Республіки Боснії та Герцеговини, проте вже в першому раунді плей-оф була розгромлена збірною Народної Республіки Хорватія з рахунком 1:6.
Найкращими командами повоєнної Боснії та Герцеговини були «Сараєво», «Железнічар» (Сараєво) і «Вележ» (Мостар), які регулярно грали в Югославській першій лізі та кубкових змаганнях і неодноразово ставали чемпіонами Югославії та володарями Кубка. Так «Сараєво» у сезоні 1965/66 та 1984/85, а «Железнічар» у 1971/72 вигравали чемпіонат Югославії, а «Вележ» у 1981 та 1985 роках та «Борац» у 1987 році ставали володарями Кубка Маршала Тіто. Найдалі на міжнародній арені просунувся «Железнічар», дійшовши до півфіналу Кубка УЄФА в 1985 році.
В той же час найкращі боснійській гравці, такі як Сафет Сушич, Вахід Халілходжич, Фарук Хаджибегич, Івиця Осим, Блаж Слишкович, Мехмед Баждаревич, Душан Баєвич, Йосип Каталинський, Асім Ферхатович представляли збірну Югославії.
Помітна поява боснійського гравця на чемпіонаті світу відбулася в 1962 році, коли нападник Мухамед Муїч зламав ногу радянському футболісту Едуарду Дубинському під час жорстокого фолу. Незважаючи на те, що арбітр не показав гравцю картку, Мухамед був відправлений додому власною федерацією, і його більше ніколи не викликали до збірної.
Після завершення Євро-1968 двоє гравців із СР Боснії та Герцеговини, Мирсад Фазлагич та Івиця Осим, були обрані до символічної збірної турніру, представляючи національну збірну Югославії, яка в підсумку дійшла до фіналу турніру.
Згодом кілька боснійських гравців були частиною збірної чемпіонаті світу 1974 року, яка вийшла з групового етапу без поразок і випередила Бразилію. Нападник Душан Баєвич відзначився хет-триком в одній із найбільших перемог на чемпіонатах світу — проти Заїру (9:0). Також у тій грі забив інший боснієць Йосип Каталинський.
Плеймейкер Сафет Сушич, якого часто вважають найкращим боснійським гравцем усіх часів, представляв Югославію на чемпіонаті світу в 1982 і 1990 роках. Капітаном команди, яка дійшла до чвертьфіналу в 1990 році, був Златко Вуйович, ще один гравець боснійського походження.
| Турнір               | Гравець | Тренер                         |
| -------------------- | --- | ------------------------------ |
| Олімпіада-1948       | Мирослав Брозович, Бранко Станкович                                                                                  | -                              |
| Чемпіонат світу 1950 | Предраг Джаїч, Бранко Станкович                                                                                      | -                              |
| Олімпіада-1952       | Бранко Станкович | -                              |
| Чемпіонат світу 1954 | Бранко Станкович, Лев Мантула                                                                                        | -                              |
| Олімпіада-1956       | Круно Радилєвич, Ібрагім Біоградлич, Мухамед Муїч                                                                    | -                              |
| Євро-1960            | Мілан Галич, Томислав Кнез, Мухамед Муїч                                                                             | -                              |
| Олімпіада-1960       | Мілан Галич, Томислав Кнез, Велимир Сомболац                                                                         | -                              |
| Чемпіонат світу 1962 | Влатко Маркович, Андрія Анкович, Мілан Галич, Мухамед Муїч, Никола Стипич                                            | -                              |
| Олімпіада-1964       | Іван Чуркович, Мирсад Фазлагич, Светозар Вуйович, Івиця Осим                                                         | -                              |
| Євро-1968            | Мирсад Фазлагич, Івиця Осим, Вахидин Мусемич, Бошко Антич, Ідриз Хошич                                               | -                              |
| Чемпіонат світу 1974 | Енвер Марич, Енвер Хаджиабдич, Йосип Каталинський, Франьо Владич, Душан Баєвич, Різах Мешкович                       | -                              |
| Євро-1976            | Джемал Хаджиабдич, Йосип Каталинський, Енвер Марич, Вахід Халілходжич, Едхем Шліво, Франьо Владич                    | -                              |
| Олімпіада-1980       | Боро Приморац, Сребренко Репчич, Милош Шестич, Зоран Вуйович, Златко Вуйович, Джевад Шечербегович, Владимир Матієвич | -                              |
| Чемпіонат світу 1982 | Едхем Шліво, Зоран Вуйович, Златко Вуйович, Сафет Сушич, Милош Шестич, Вахід Халілходжич, Предраг Пашич              | -                              |
| Євро-1984            | Мирсад Баліч, Сафет Сушич, Милош Шестич, Мехмед Баждаревич, Златко Вуйович, Фарук Хаджибегич, Сулейман Халилович     | -                              |
| Олімпіада-1984       | Мехмед Баждаревич, Владо Чаплич, Мирсад Балич, Адмир Смаїч                                                           | -                              |
| Олімпіада-1988       | Семір Туце, Цвіян Милошевич, Давор Йозич, Рефік Шабанаджович                                                         | Івиця Осим, Джемалудин Мушович |
| Чемпіонат світу 1990 | Фарук Хаджибегич, Давор Йозич, Сафет Сушич, Златко Вуйович, Фахрудин Омерович, Рефік Шабанаджович, Мирсад Балич      | Івиця Осим, Джемалудин Мушович |

### Створення збірної
Невдовзі після здобуття Боснією і Герцеговиною незалежності від Югославії, на початку боснійської війни, збірна гравців Боснії та Герцеговини під назвою «Зірки-благодійники Боснії та Герцеговини» взяла участь у гуманітарних товариських матчах на виїзді проти бельгійського «Генка» та німецького «Кайзерслаутерна» у березні 1993 року, капітаном у збірній був Блаж Слишкович.
Через кілька місяців футбольна команда Боснії та Герцеговини (гравці, зібрані в основному з тодішнього «Сараєво») під керівництвом Фуада Музуровича зіграла свій перший матч проти іншої національної збірної, це відбулося в Тегерані проти Ірану. Боснія і Герцеговина перемогла з рахунком 3:1, однак цей матч не був визнаний, оскільки Боснія і Герцеговина ще не була членом ФІФА.
22 липня 1995 року збірна Боснії та Герцеговини провела ще один благодійний матч проти дюссельдорфської «Фортуни», багато в чому завдяки боснійцям Александару Ристичу, тодішньому тренеру «Фортуни» та його помічнику Енверу Маричу. У грі, яка завершилася з рахунком 2:2, Харис Шкоро зробив дубль за боснійців.
Перший товариський матч команди, визнаний ФІФА, відбувся всього через дев'ять днів після того, як Дейтонська мирна угода поклала кінець боснійській війні, і був зіграний у Тирані проти Албанії 30 листопада 1995 року. Тоді ще Республіка Боснія і Герцеговина (оскільки Дейтонська угода була офіційно підписана 14 грудня 1995 року, започаткувавши сучасну державу Боснія і Герцеговина) отримала тимчасове членство у ФІФА, щоб зіграти в цьому футбольному матчі, який вони програли з рахунком 0:2. Команда грала у футболках, куплених у спортивних магазинах сусідньої країни за години до вильоту. У стартовому складі під керівництвом головного тренера Фуада Музуровича в першому офіційному матчі Боснія вийшла у такому складі: Ісмір Пінтол, Ведин Мусич, Ібрагім Дуро, Мухамед Коньїч, Сенад Бегич, Неджад Фазлагич, Есмир Джафич, Енес Демирович, Хусреф Мусемич, Асим Хрньїч і Алмір Туркович.
Збірна Боснії та Герцеговини з футболу не мала права брати участь у відбіркових матчах до чемпіонату світу 1994 року, оскільки країна ще не була повноцінним членом ФІФА. А приєднання до УЄФА відбулося в 1998 році в Дубліні, тому збірна не змогла взяти участь і у кваліфікації до Євро-1996. Боснія і Герцеговина стала єдиною збірною в світі в наш час, яка спочатку стала членом ФІФА, а потім її континентальної організації УЄФА.

### Дебютний відбір на чемпіонат світу 1998
У середині грудня 1995 року на засіданні в Парижі Виконавчий комітет ФІФА прийняв Футбольну асоціацію Боснії і Герцеговини в повноправні члени ФІФА, а всього через 24 години в паризькому Луврі відбулося жеребкування відбіркового етапу чемпіонату світу 1998 року. Збірна Боснії і Герцеговини потрапила в групу з Грецією, Данією та двома колишніми югославськими республіками — Хорватією та Словенією.
1 вересня 1996 року збірна Боснії і Герцеговини, капітаном якої був Мехмед Баждаревич, дебютувала в змаганнях під егідою УЄФА, програвши Греції з рахунком 0:3 у своєму першому офіційному відбірковому матчі до великого турніру. Свій перший домашній матч відбору проти Хорватії довелося провести в італійській Болоньї через напружені відносини між країнами. Хорвати перемогли з рахунком 4:1, а єдиний і перший гол на турнірах за Боснію і Герцеговину забив Хасан Саліхаміджич на 22 хвилині матчу.

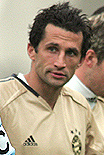
Хасан Саліхаміджич, автор першого голу в офіційних матчах збірної.

Першу перемогу в офіційному матчі ФІФА боснійська збірна здобула 6 листопада 1996 року у товариській грі проти Італії, яка посіла друге місце на чемпіонаті світу 1994 року. Країна колишньої Югославії посідала 170 позицію, тоді як Італія на той час була п'ятою (розрив у 165 позицій). Вже на 6-й хвилині Боснія і Герцеговина повела в рахунку завдяки голу Хасана Саліхаміджича. Через шість хвилин Джанфранко Дзола зрівняв рахунок, а остаточний результат гри встановив Елвир Болич на 44-й хвилині.
Через кілька днів у Любляні Боснія та Герцеговина здобула свою першу перемогу у кваліфікаціях, обігравши Словенію з рахунком 2:1.
У підсумку Боснія і Герцеговина завершила групу на четвертій позиції, двічі обігравши Словенію та обігравши Данію вдома з рахунком 3:0. Фуад Музурович очолював команду в першій кваліфікаційній кампанії, пропустивши у фінальну частину Данію, що там дійшла до чвертьфіналу, та Хорватію, що здобула бронзу.

### Провальні відбори на Євро-2000 та чемпіонат світу 2002
У відбірковому турнірі до чемпіонату Європи 2000 року боснійці під керівництвом вже нового тренера Мишо Смайловича знову виграли лише 3 ігри і загалом виступили ще гірше, програвши всі матчі переможцю групи Чехії та учаснику стикових матчів із Шотландії. Крім того Боснійці розгубили очки у матчах з Фарерами, Естонією (перемога та нічия і там, і там) та Литвою (перемога та поразка). Втім, команда стала третьою, обійшовши обидві балтійські дружини за додатковими показниками.
25 квітня 2000 року Боснія і Герцеговина зіграла благодійний матч для боснійських сиріт проти FIFA World Stars XI перед 25 000 людей на стадіоні «Кошево» в Сараєво. Гра закінчилася з рахунком 1:0 на користь «зірок» завдяки голу з пенальті Роберто Баджо. Серед інших за збірну світу проти Боснії зіграли Лама, Суарес, Хассан, Алоїзіо, Верлат, Дунга, Хаджі, Баджо, Даеї, Нжанка та Онопко, а тренерами були Карлос Алберто Паррейра і Карлуш Кейрош.
Справжнім кошмаром для збірної Боснії став відбірковий турнір до чемпіонату світу 2002 року. Команда без шансів програла обидва матчі Іспанії, а також в гостях Австрії та Ізраїлю, зігравши з ними двома внічию і обігравши двічі лише Ліхтенштейн. В результаті боснійці стали передостанніми і після завершення відбіркового турніру Блаж Слішкович замінив Смайловича.

### Обнадійливі відбори на Євро-2004 та чемпіонат світу 2006

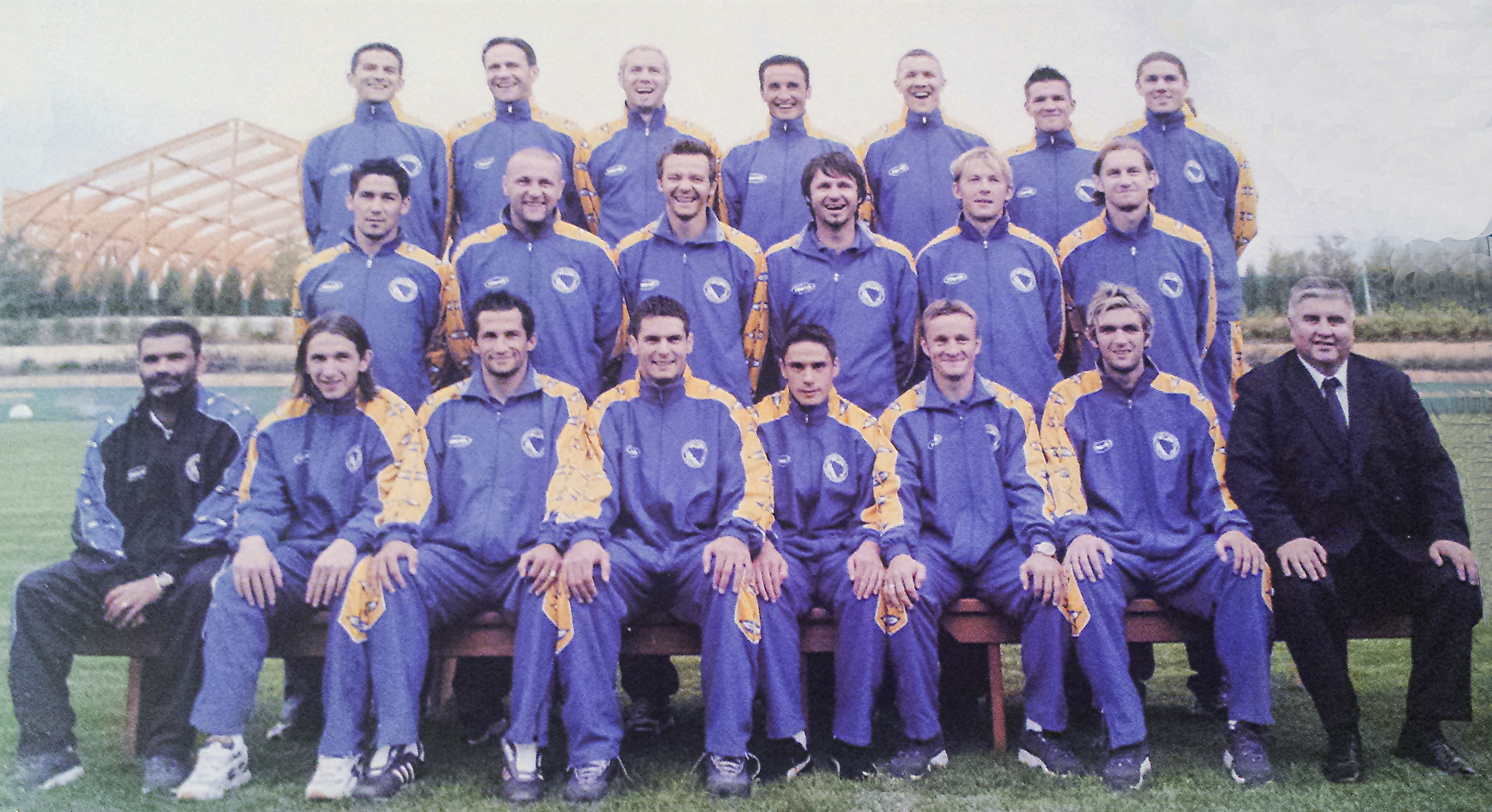
Збірна Боснії і Герцеговини в березні 2002 року під керівництвом тренера Блажа Слишковича перед відбором до Євро-2004.

Як ніколи була близька збірна Боснії і Герцеговини до виходу на чемпіонат Європи 2004 року з першого місця у своїй кваліфікаційній групі, в якій боснійці зустрілись проти Данії, Румунії, Норвегії та Люксембургу. Початок турніру для боснійців був невдалим: перший же домашній матч проти Румунії балканці програли вже до 30 хвилини, пропустивши три м'ячі, а потім програли норвежцям в Осло. У березні 2003 року боснійці легко впоралися з Люксембургом, а потім у Копенгагені обіграли данців із рахунком 2:0. Втім, потім була невдача в Крайові у матчі проти румунів, яким вистачило одного гола для перемоги. У вересні боснійці завдяки голу Златана Байрамовича на 87-й хвилині обіграли норвежців у Зениці, а потім здолали Люксембург завдяки єдиному м'ячу Сергея Барбареза. Боснійці набрали на той момент 12 очок і мали всі шанси на перше місце в групі, оскільки Румунія, яка обіграла їх двічі, вже вилетіла з боротьби. В останньому матчі боснійцям треба було обігравати данців, інакше ті вигравали групу, а Норвегія на 99 % гарантувала собі друге місце, оскільки її суперником був відвертий аутсайдер з Люксембургу. На жаль для боснійців, гра завершилася нічиєю 1:1 — на гол Мартіна Йоргенсена боснійці відповіли точним ударом головою Елвира Болича, і навіть вилучення Томаса Гравесена не допомогло вирвати перемогу. У результаті норвежці, які йшли четвертими, посіли друге місце і самі відкинули боснійців на четверте місце.

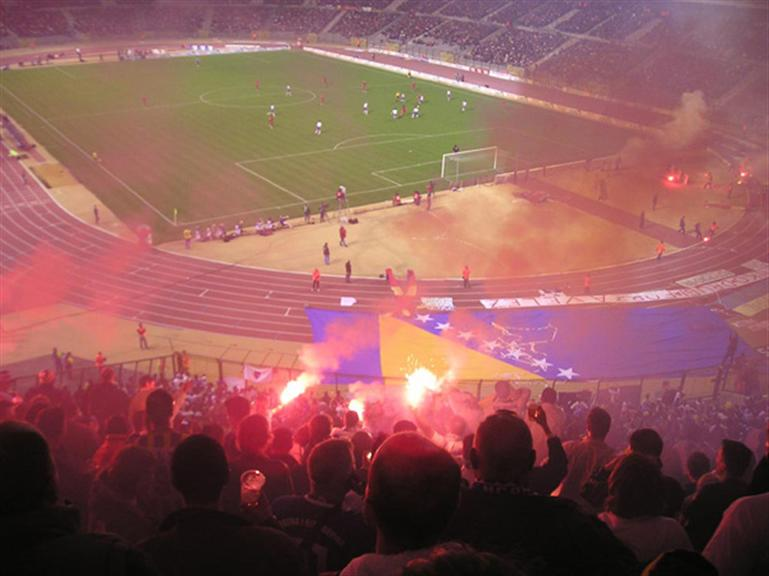
Вболівальники збірної Боснії на стадіоні імені короля Бодуена в Брюсселі під час відбіркового матчу до чемпіонату світу 2006 року проти Бельгії.

У відбірковому етапі до чемпіонату світу 2006 року боснійці знову до останнього боролись за вихід на турнір, почавши відбір з нічиєї проти головних конкурентів Іспанії та Сербії і Чорногорії, боснійці у третій грі розгромно програли Бельгії (1:4), а потім втратили очки і проти аутсайдера Литви, зігравши лише 1:1. Втім у другій половині відбору балканці виправили свою гру і у червні через кілька днів після прохідної перемоги над Сан-Марино Боснія і Герцеговина провела один із найкращих матчів у своїй історії проти Іспанії на стадіоні «Месталья» у Валенсії. Завдяки голу Звєздана Мисимовича на 38-й хвилині гри гості вели в рахунку до самої кінцівки, проте наприкінці матчу у боснійців вилучили двох гравців, і заповітну нічию іспанцям приніс на шостій доданій хвилині Карлос Марчена. Надалі боснійцями були обіграні Бельгія, Литва та Сан-Марино і Боснія і Герцеговина знову опинилася перед останнім туром за крок до проходу далі. Однак у матчі в Белграді, де боснійцям обов'язково треба було перемагати, господарі перемогли завдяки голу Кежмана і залишили Боснію і Герцеговину без місця на чемпіонаті світу 2006 року. Боснійці не зазнали жодної поразки вдома протягом відбору, але знов посіли третє місце, відстаючи на чотири очки від Іспанії, що посіла друге місце, і на чотири очки випередивши Бельгію, що посіла четверте місце.

### Відбір до Євро-2008 і зміна поколінь

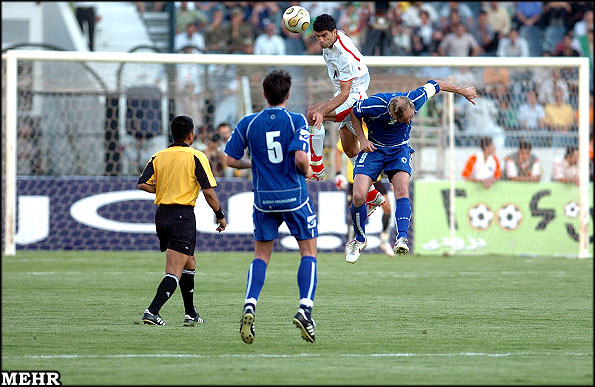
Збірна Боснії у товариському матчі проти Ірану. 2006 рік.

Відбірковий турнір на чемпіонат Європи 2008 року пройшов для збірної неоднозначно. З одного боку, Боснія встановила особистий рекорд із забитих м'ячів у відборі, що становив 16 голів. З іншого боку, збірна пережила важку зміну поколінь, кілька відставок тренерів та серію поразок. Надія на вихід на Євро-2008, яка спалахнула після перемоги в першому ж матчі над Мальтою з рахунком 5:2, зникла після поразок від Угорщини та Греції. Між цими поразками була нічия зі скромною Молдовою в Кишиневі, після якої Блаж Слишкович був звільнений і його місце зайняв Фуад Музурович. На додаток до цієї зміни, відразу тринадцять гравців збірної Боснії заявили про те, що припинять виступи за національну команду, якщо свої посади не залишать керівники футбольної асоціації Мілан Єліч, Ільо Доминкович, Сулейман Чолакович та Ахмет Пашалич. В результаті скандал і зміни на тренерському містку призвели до того, що у збірній почали грати гравці молодіжки Сеніад Ібричич, Борис Панджа, Едін Джеко та Сеяд Салихович.
Після цього справи у збірній почали налагоджуватись і балканці здобули перемогу над норвежцями в Осло з рахунком 2:1, а надалі були перемоги вдома 3:2 над Туреччиною та 1:0 у над Мальтою. У грі з турками у збірній дебютували майбутні зірки збірної Един Джеко та Елвер Рахимич. Однак в подальшому боснійці програли усі п'ять матчів, що залишилися проти Угорщини, Молдови, Греції, Норвегії та Туреччини, відкотившись на четверте місце з дуже скромними результатами. Фуад Музурович, який провалив кінцівку турніру, був звільнений, а його місце зайняв Мехо Кодро. Але через кілька місяців Кодро був звільнений, і його місце зайняв Мирослав Блажевич.

### Вихід у стикові матчі (2008—2012)

#### Відбір на чемпіонат світу 2010

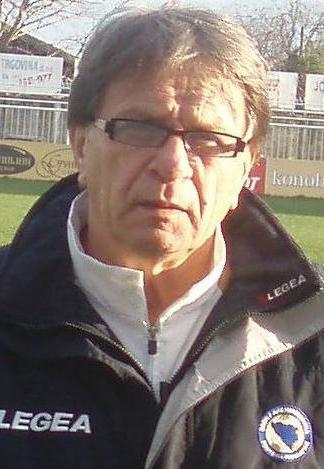
Мирослав Блажевич вивів збірну Боснії і Герцеговини до першого в їх історії плей-оф відбору.

Футбольна асоціація Боснії і Герцеговини призначила Мирослава Блажевича новим головним тренером на кваліфікацію до чемпіонату світу 2010 року. Там команда обіграла Бельгію, Естонію та Вірменію як вдома, так і на виїзді, а також зіграла внічию з Туреччиною, чого вистачило щоб посісти друге місце у групі і вперше у своїй історії потрапити до раунду плей-оф відбору, пропустивши напряму на турнір тодішнього чемпіона Європи Іспанію, яка виграла усі свої 10 ігор відбору. Крім того Едін Джеко розділив друге місце в суперечці бомбардирів з Вейном Руні завдяки дев'яти голам, а знаковим був вчинений ще восени 2008 року розгром Естонії з рахунком 7:0, який став найбільшою перемогою в історії збірної. Крім того Харіс Медунянін, Міралем П'яніч і Асмир Бегович вперше виступили за національну команду під час цих відбіркових матчів.
У стикових матчах Боснія і Герцеговина зіграла з Португалією, але в обох зустрічах португальці виграли 1:0 та потрапили до ПАР, залишивши боснійців за бортом змагання.

#### Відбір на Євро-2010

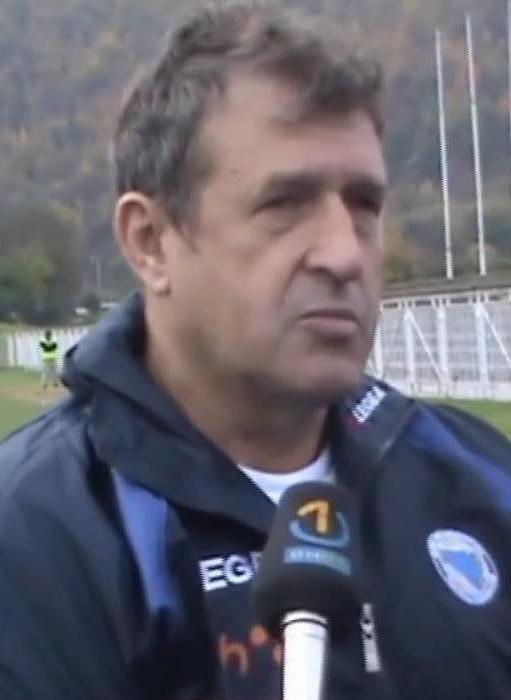
Сафет Сушич вивів збірну на перший в її історії чемпіонат світу в Бразилії.

28 грудня 2009 року головним тренером збірної Боснії та Герцеговини став Сафет Сушич. Дебют Сушича відбувся в товариському матчі проти збірної Гани, який боснійці виграли з рахунком 2:1 завдяки голам Ведада Ібішевича та Міралема П'янича. Перший потік критики на адресу Сушича полився після того, як команда виграла лише два матчі із шести під керівництвом Сушича. Тоді група журналістів зажадала від Сушича подати у відставку, проте той відмовився йти.
Втім у 2011 році ситуація значно покращилася і збірна Боснії оформила безпрограшну серію з семи зустрічей: перемоги над Албанією, Білорусією (двічі) та Люксембургом, а також нічиї проти Греції, Франції та Португалії, причому за ці сім зустрічей боснійці пропустили лише один раз від французів, завдяки чому у відборі до Євро-2012 боснійці вдруге поспіль потрапили у плей-оф. Боснійці навіть могли виграти відбіркову групу D і кваліфікуватися на турнір напряму, для чого у останньому турі їм треба було перемогти збірну Франції в Парижі. Едін Джеко забив гол на 40 хвилині, і команда вела в рахунку до 77-ї хвилини, коли шотландський арбітр Крейг Томсон призначив пенальті у ворота балканців. Французи завдяки влучному удару Саміра Насрі зрівняли рахунок і Боснія фінішувала другою, відставши на одне очко від Франції.
У стикових матчах Боснія та Герцеговина вдруге поспіль потрапила на Португалію, яка на той час була восьмою збірною світу. Після нульового першого матчу доля путівки вирішувалась в Португалії, де господарі завдяки дублю Кріштіану Роналду здобули перемогу з рахунком 6:2, при цьому боснійці догравали матч у меншості, оскільки Сенад Лулич отримав дві жовті картки менш ніж за хвилину. В результаті їм знов не вдалось потрапити на європейський форум.

### Чемпіонат світу 2014

#### Кваліфікаційний етап

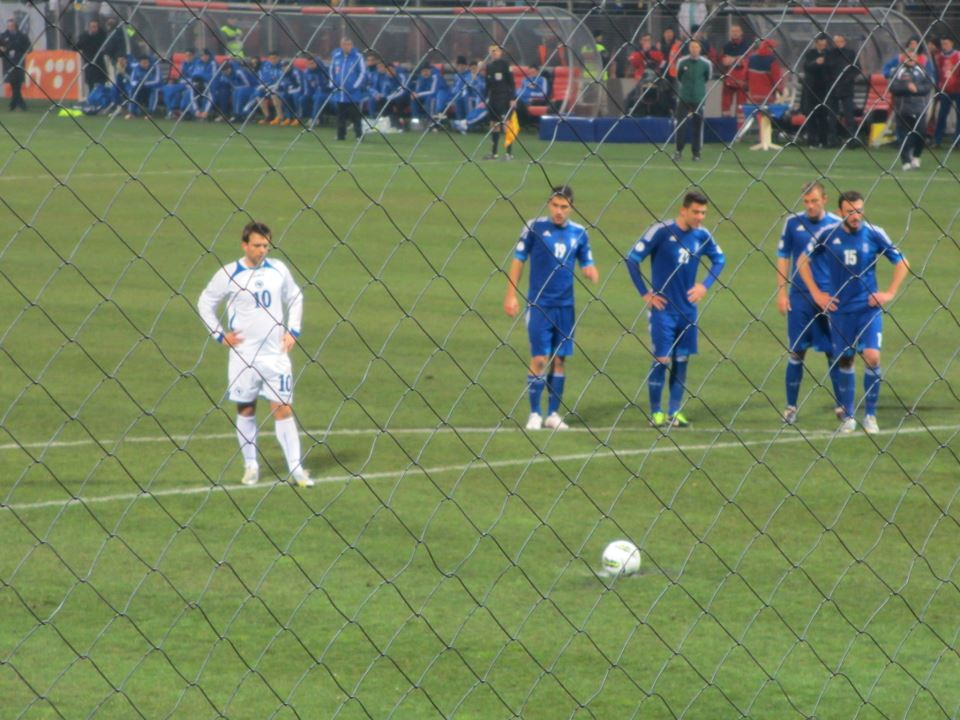
Звєздан Мисимович пробиває пенальті під час відбіркового матчу до ЧС-2014 проти Греції на стадіоні «Билино полє».

У відбірковій групі G до чемпіонату світу 2014 року Боснії, яку продовжував тренувати Сафет Сушич, потрапили команди Греції, Словаччини (обидві брали участь у попередньому чемпіонаті світу), Литви, Латвії та Ліхтенштейну. Національна команда розпочала кваліфікацію з виїзної перемоги над Ліхтенштейном з рахунком 8:1, яка стала найбільшою перемогою збірної в історії. Команда продовжила результативну серію, обігравши вдома Латвію з рахунком 4:1, а у третьому раунді кваліфікації Боснія і Герцеговина зіграла один із ключових матчів в Афінах проти прямого конкурента Греції. Матч завершився без голів, чого вистачило Боснії, щоб зберегти перше місце в групі. За кілька днів Боснія і Герцеговина виграла у Литви з рахунком 3:0. Через травму Міралем П'янич пропустив наступний важливий відбірковий матч проти Греції 22 березня 2013 року, тим не менш боснійці виграли з рахунком 3:1, а Едін Джеко забив двічі. Після цього відбулася перемога з рахунком 5:0 проти Латвії в Ризі.
Поразка від Словаччини 6 вересня 2013 року вдома з рахунком 0:1 дозволила Греції зрівнятися за очками, однак Боснія та Герцеговина зберігала свою перевагу завдяки значно кращій різниці м'ячів. Боснія за кілька днів провела свій другий матч проти Словаччини, цього разу в гостях у Жиліні, де Словаччина вийшла вперед на 43-й хвилині гри завдяки голу Гамшика, але у другому таймі боснійцям вдалося переломити результат та здобути вирішальну перемогу у кваліфікації — спочатку рахунок зрівняв Бічакчич, а на 78-й хвилині гри Ізет Хайрович, лише у своїй другій зустрічі за збірну, забив приголомшливий гол ударом з 25-метрів першим же дотиком до м'яча після виходу на заміну, принісши перемогу своїй команді.
Тепер для виходу на «мундіаль» Боснії потрібно було здобути перемоги в останніх двох матчах проти аутсайдерів групи Ліхтенштейну та Литви. Перемога над Ліхтенштейном була легкою — Боснія і Герцеговина вже в першому таймі вирішила питання переможця, забивши 4 голи. У другому таймі Ліхтенштейн відіграв один м'яч, встановивши остаточний рахунок 4:1. 15 жовтня 2013 року в Каунасі проходив вирішальний матч, де Боснія і Герцеговина зуміла перемогти Литву завдяки єдиному голу Ібішевича і завдяки кращій різниці м'ячів вперше у своїй історії вийшла на чемпіонат світу. Боснія набрала однакову кількість очок з Грецією (25), але значно краща різниця м'ячів забезпечила їй перше місце та пряму путівку на чемпіонат світу 2014 року в Бразилії. Крім того Едін Джеко з десятьма голами та Ведад Ібішевич із вісьмома створили один з найрезультативніших атакувальних дуетів європейської кваліфікації.

#### Фінальний раунд
Боснія підготувалась до фінального турніру, здобувши перемоги в товариських іграх над Мексикою та Кот-д'Івуаром, де вони грали з єдиним центральним форвардом у особі Едіна Джеко та опорним півзахисником у особі Мухамеда Бешича за новою схемою 4–2–3–1, яку Боснія почала награвати через занепокоєння силою суперників.

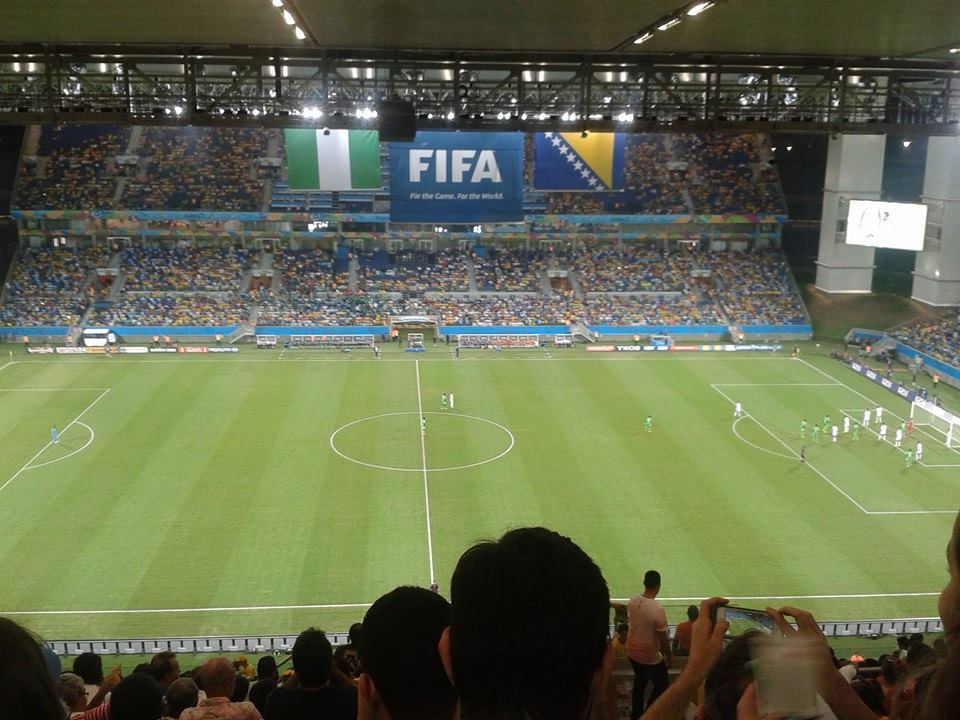
Девіз ФІФА «За гру. За світ» зображений під час матчу чемпіонату світу, який був затьмарений суперечками між Нігерією та Боснією на Арені Пантанал, на якому були присутні 40 499 уболівальників.

15 червня 2014 року на знаменитій «Маракані» у Ріо-де-Жанейро Боснія дебютувала на чемпіонатах світу, зігравши з дворазовим чемпіоном світу з Аргентиною. На третій хвилині гри після навісу Мессі у штрафний майданчик суперника Аргентина вийшла вперед завдяки автоголу Сеада Колашинаца. На 65-й хвилині Мессі збільшив перевагу аргентинців з межі штрафного майданчика, а на 85 хвилині Ведад Ібішевич забив перший гол Боснії в історії чемпіонатів світу, встановивши остаточний результатом гри 1:2.
21 червня на «Арені Пантанал» у Куябі збірна Боснії та Герцеговини зіграла проти Нігерії. Нігерієць Пітер Одемвінгіе забив єдиний гол у грі, однак матч завершився скандалом — арбітр Пітер О'Лірі скасував чистий гол Едіна Джеко нібито через офсайд. Помилка складала більш ніж на два метри, що викликало суперечливі відгуки з боку боснійських уболівальників, особливо після розповсюдження фотографії, на якій арбітр матчу святкує з нігерійським голкіпером матчу Вінсентом Еньєамою. У компенсований час другого тайму Джеко знову не пощастило — його удар з близької відстані нігерійський воротар відбив у штангу. 9 листопада 2014 року суддя гри Пітер О'Лірі в інтерв'ю газеті New Zealand Herald визнав, що гол Джеко був скасований помилково. Тим не менш боснійці після двох поразок достроково втратили шанс на вихід з групи.
25 червня у своєму останньому матчі на турнірі, який вже не мав турнірних завдань для обох команд, Боснія і Герцеговина здобула свою першу перемогу на чемпіонатах світу, обігравши Іран з рахунком 3:1, завдяки голам Едіна Джеко, Міралема П'янича і Авдії Вршаєвич. Через дострокове вибуття збірної з турніру тренер Сафет Сушич поекспериментував зі стартовим складом для цієї гри, повернувшись до схеми 4-4-2, яка діяла протягом усіх відбіркових матчів, і надав молодим гравцям (які не брали участі у відбіркових матчах) ігровий час на чемпіонаті світу. Так на чемпіонаті зіграли Анел Хаджич (3-й матч), Тіно-Свен Сушич (4-й матч), Сеад Колашинац (6-й матч) і Мухамед Бешич (12-й матч), а Боснія завершила турнір на груповому етапі на третьому місці, набравши три очки в трьох зіграних матчах.

### Невдалий відбір на Євро-2016
У відбірковому турнірі до чемпіонату Європи 2016 року збірна Боснії та Герцеговини потрапила до першого кошика і це був лише третій випадок, коли одна з колишніх югославських збірних опинилася так високо в історії кваліфікації до чемпіонату Європи після СР Югославії (у відборі на Євро- 2000) та Хорватії (кваліфікація на Євро- 2012). Боснія потрапила до групи В, де мала зіграти проти Бельгії, Ізраїлю, Уельсу, Кіпру та Андорри.
Боснія розпочала кваліфікацію з шокуючої домашньої поразки з рахунком 1:2 від скромного Кіпру (на той час у рейтингу ФІФА займав 121 місце, набагато позаду Боснії), після чого зіграла внічию 0:0 з Уельсом у Кардіффі та 1:1 з Бельгією вдома. На четверту гру відбору лідери команди Едін Джеко та Ведад Ібішевич вибули через травми, без яких Боснія зазнала поразки від Ізраїлю в Хайфі з рахунком 0:3. На наступний день після неї, 17 листопада 2014 року, Сафет Сушич був звільнений з посади головного тренера збірної Боснії через серію незадовільних результатів, набравши лише два очки в чотирьох матчах у кваліфікації Євро-2016. Боснія відставала від Ізраїлю, який посідав перше місце, на 7 очок, який також зіграв на одну гру менше.

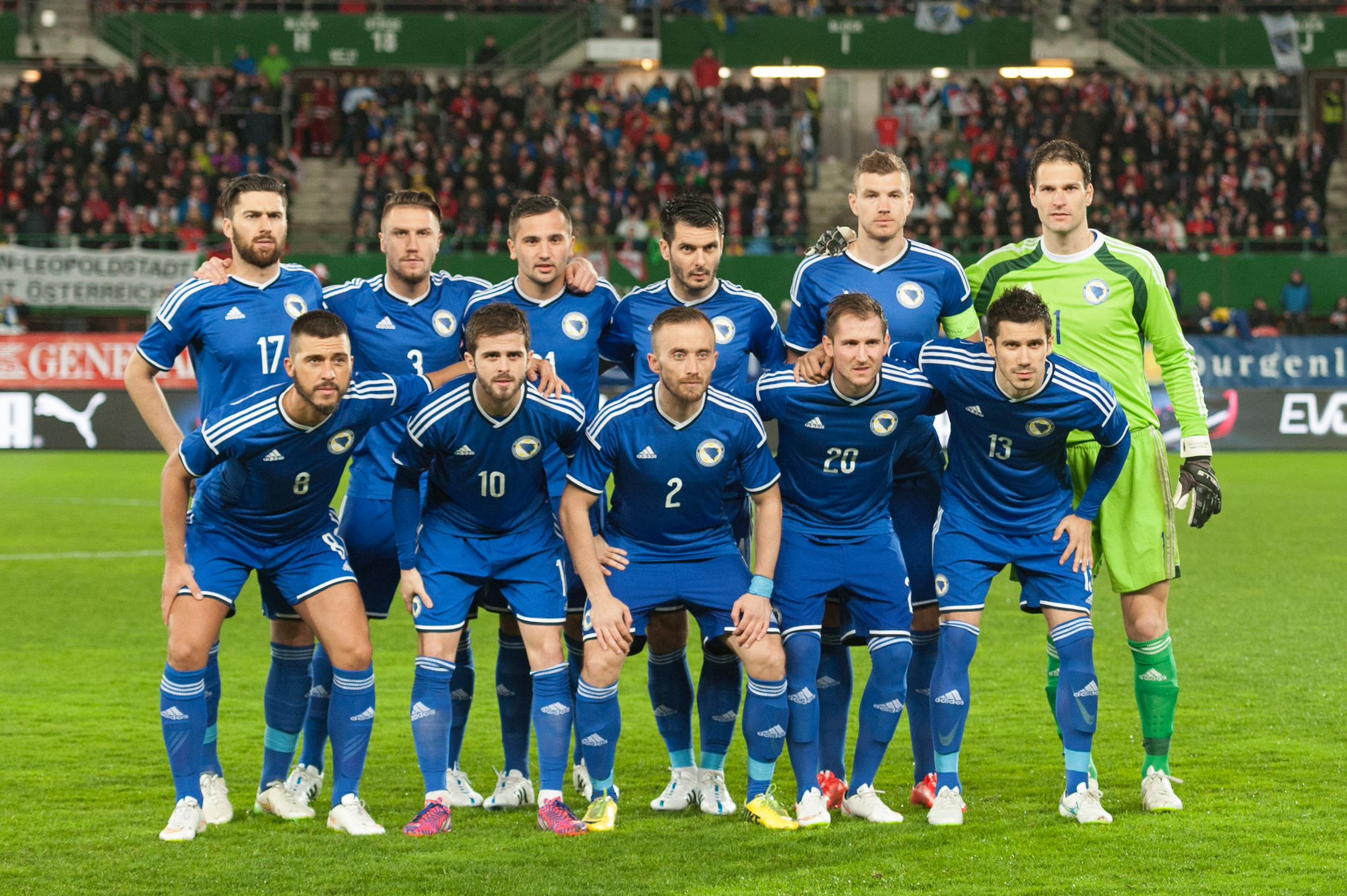
Збірна Боснії у березні 2015 року проти Австрії. Вгорі зліва направо: Зуканович, Бичакчич, Хаджич, Спахич, Джеко, Бегович. Внизу зліва направо: Медунянін, П'янич, Вршаєвич, Хайрович, Муйджа.

13 грудня 2014 року Мехмед Баждаревич був призначений новим головним тренером національної збірної Боснії і Герцеговини, а 28 березня 2015 року дебютував на чолі команди у переможному матчі проти Андорри (3:0). Потім Боснія продовжила своє відродження під керівництвом Баждаревича та перемогла Ізраїль з рахунком 3:1 у Зениці, а Едін Вішча забив свої перші голи за національну збірну. Наступну гру Боснія програла Бельгії з рахунком 3:1, після чого послідувала очікувана перемога над Андоррою з рахунком 3:0, яка повернула боснійців близько до 3-го місця, що давало право зіграти в плей-оф. Наступний матч Боснії в Зениці був проти Уельсу, який посідав перше місце у відбірковій групі. У двох останніх матчах групового етапу Боснія не мала ключових гравців Джеко, Бешича та Колашинаца, тим не менш забезпечила собі місце в плей-оф, перемігши Уельс 2:0 у Зениці, та Кіпр 3:2 у Нікосії, коли Милан Джурич забив вирішальний переможний гол.
Боснія була командою з найвищим посівом, яка потрапила в плей-оф, і потрапила на збірну Ірландії, яка фінішувала позаду Німеччини та Польщі та випередила Шотландію у своїй відбірковій групі. Лідери ірландців Волтерс і О'Ші були дискваліфіковані на перший матч, а Гівен і Лонг пропускали гру через травми, тоді як Боснія була майже у повному складі за винятком дискваліфікованого Бешича. Втім боснійці не змогли використати перевагу і домашній матч закінчився внічию 1:1. Основні гравці боснійців Шуніч і Муйджа не змогли взяти участь у матчі-відповіді через травми, отримані в першому матчі, а Джонатан Волтерс, який повернувся до складу Ірландії на другий матчі, забив двічі на переповненому стадіоні «Авіва», вивівши свою команду на Євро-2016. Ібішевичу не вдалося скоротити відставання в компенсований час, його удар з льоту влучив у поперечину. Таким чином Боснія і Герцеговина разом з Нідерландами та Грецією стали єдиними збірними з першого кошика, які не потрапили до фінального етапу. При цьому усі троє брали участь у попередньому чемпіонаті світу 2014 року.

### Кубок Кірін 2016 та відбір на ЧС-2018

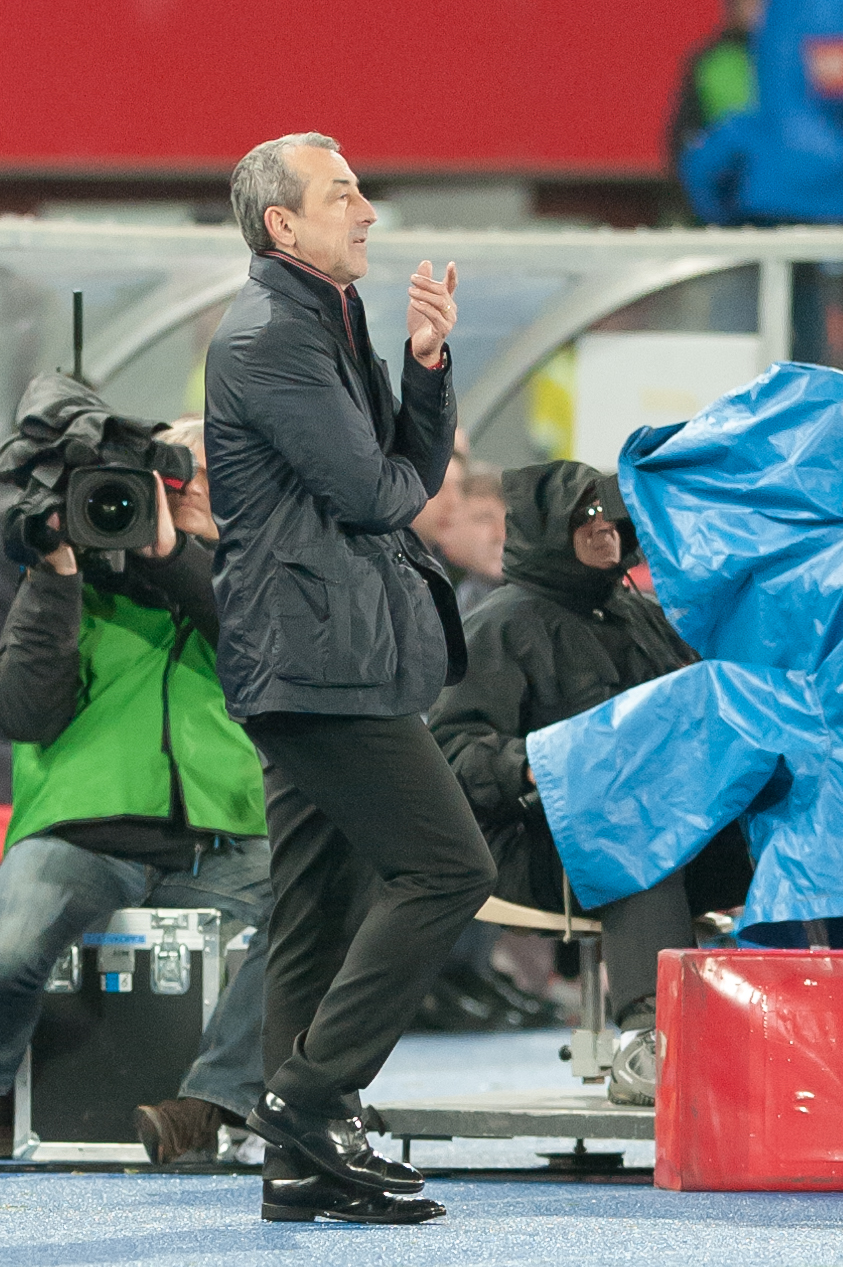
Мехмед Баждаревич, тренер, який приніс збірній перший трофей — Кубок Кірін у 2016 році.

2016 року збірна Боснії під керівництвом Баждаревича здобула свій перший трофей в історії, коли команда виграла Кубок Кірін. Боснія поїхала до Японії без своїх лідерів, дуету з «Роми» Едіна Джеко та Міралема П'янича, а також голкіпера «Челсі» Асмира Беговіча та ветерана-захисника Еміра Спахича, надавши можливості зіграти менш досвідченим гравцям. У першому півфіналі Милан Джурич забив два голи у другому таймі матчу проти Данії, зрівнявши рахунок 2:2, після чого Боснія перемогла Данію по пенальті у своїй першій в історії серії пенальті. У фіналі Боснія зустрілася з господарем Японією, яка переграла Болгарію в іншому півфіналі з рахунком 7:2. Джурич знову відзначився дублем, принісши своїй збірній перемогу з рахунком 2:1 в Осаці, яка здобула свій перший міжнародний трофей. Після турніру боснійські ЗМІ прозвали Джурича боснійським самураєм через його характерну зачіску, а також за те, що він був найкращим бомбардиром турніру та найкращим гравцем.
Втім у відборі до чемпіонату світу 2018 року в Росії збірна Боснії не змогла показати таку ж вдалу гру, оскільки втратила багато важливих очок. Команда вигравала по ходу матчів у відбірковій Групі H, зокрема з Грецією в Афінах, де греки забили на 95-й хвилині, зрівнявши рахунок 1:1, проти Кіпру на виїзді, де боснійці вели 2:0 після першого тайму, але програли 2:3 і, нарешті, проти Бельгії у Сараєво, де після першого тайму перемагали 2:1, але в підсумку знову програли, на цей раз 3:4. В результаті у кваліфікації Боснія посіла третє місце у групі, пропустивши вперед Бельгію та Грецію, не потрапивши навіть у стикові матчі.

### Дебют у Лізі націй та відбір на Євро-2020

#### Ліга націй 2018/19
Після завершення виступів у збірній кількох ключових ветеранів, таких як Сенад Лулич, Ведад Ібішевич і Харіс Медуньянін, Боснія почала повільне омолодження своєї національної збірної молодшими гравцями. 4 січня 2018 року Роберт Просинечки був призначений новим головним тренером національної збірної Боснії та Герцеговини. Під його керівництвом того ж року збірна дебютувала у новому турнірі європейських збірних, Лізі націй, потрапивши у лізі B до групи з Австрією та Північною Ірландією. Боснійці двічі обіграли північноірландців, а також перемогли австрійців та зіграли з ними внічию. За підсумками турніру балканці посіли перше місце у групі та вийшли у дивізіон A, а також отримали можливість вийти на чемпіонат Європи 2020 року через плей-оф у випадку якщо не зможуть пройти класичну кваліфікацію. Загалом команда під керівництвом нового тренер зіграла 9 матчів без поразок (що дорівнює попередньому рекорду під керівництвом Сушича).

#### Відбір на Євро-2020
Через успішний виступ у Лізі націй, у відбірковому турнірі до Євро-2020 Боснія вважалася фаворитом у боротьбі за вихід на континентальну першість із другого місця у групі, проте команда виступила вкрай невдало і вперше з відбору до Євро-2008 посіла четверте місце у турнірній таблиц.. Боснійська команда розпочала з важкої перемоги над Вірменією з рахунком 2:1, а потім зіграла вдома внічию з Грецією (2:2), хоча і вела по ходу гри 2:0. Однак найбільшим розчаруванням стала поразка на виїзді від Фінляндії з рахунком 0:2, після чого боснійці зазнали поразки з рахунком 1:2 на виїзді від Італії в Турині, здобувши таким чином лише 4 очки після чотирьох матчів. Подальші поразки від Вірменії, Греції та Італії опустили Боснію на 4 місце у своїй групі з 13 очками. Тим не менш, команда все ж змогла пройти в плей-оф завдяки успішному виступу в Лізі націй.
Після перших двох ігор Ліги націй УЄФА 2020/21, Боснія та Герцеговина зіграла в плей-оф кваліфікації до Євро-2020, де суперником у першій грі стала Північна Ірландія, команда, яку Боснія двічі обіграла в попередньому сезоні Ліги націй. Однак цього разу острів'яни змогли несподівано перемогти Боснію по пенальті (4:3) після нічиєї 1:1 в основний час, через що Боснія знову пропустила велике міжнародне змагання.

#### Ліга націй 2020/21

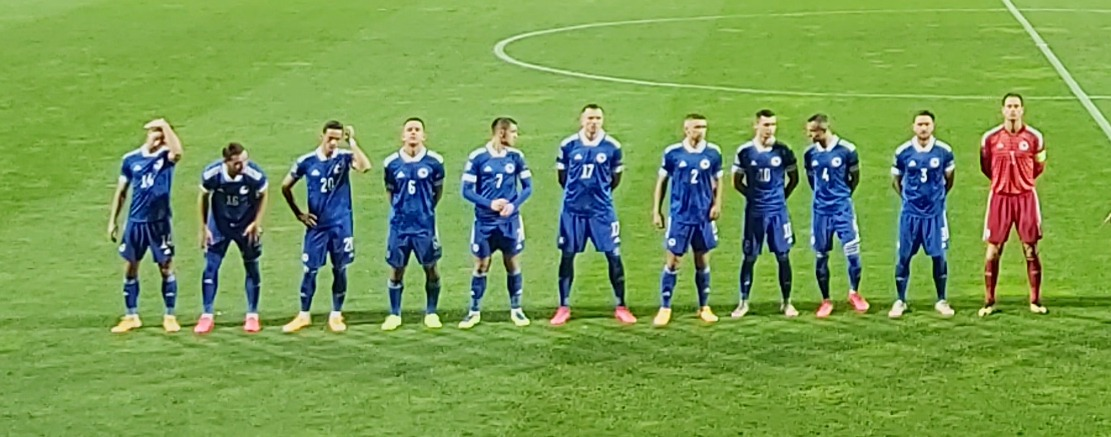
Збірна Боснії перед домашнім матчем Ліги націй 2020/21 проти Польщі.

Через незадовільні результати Просинечки було звільнено і новим тренером став Душан Баєвич для роботи з командою у Лізі націй УЄФА 2020/21, де Боснії треба було зіграти у непростій групі з Польщею, Нідерландами та Італією, а також у плей-оф кваліфікації до Євро-2020, який було перенесено через спалах COVID-19.
4 вересня 2020 року Боснія зіграла виїзний матч проти Італії. Зіткнувшись із повністю оновленою командою Італії, Боснія зуміла відкрити рахунок завдяки голу Едіна Джеко, але не змогла втримати результат і матч закінчився з рахунком 1:1. Ця гра підвищила оптимізм серед боснійських уболівальників. Однак Боснія не змогла отримати вигоду з успішної стартової гри, програвши через кілька днів вдома Польщі 1:2, незважаючи на те, що першими повели в рахунку.
У жовтні Боснія зіграла вдома з голландцями та здобула ще одну обнадійливу нульову нічию, а потім відбулася виїзна поїздка до Польщі, де Боснія тримала перевагу на перших хвилинах, але після того як Анел Ахмедходжич отримав червону картку за фол проти Роберта Левандовскі, без шансів програла 0:3. Після цього виїзна поїздка Боснії до Нідерландів закінчилася ще одним кошмаром, коли балканці програли голландцям з рахунком 1:3 і достроково посіли останнє місце у групі та вилетіли з вищого дивізіону. Тим не менш боснійці повернулися додому з надією зберегти трохи гордості проти впевненої італійської команди, і не дати Італії виграти групу, але і цього не вийшло, оскільки Боснія програла 0:2, здобувши таким чином лише 2 очки у групі.

### Тренерство Івайло Петева

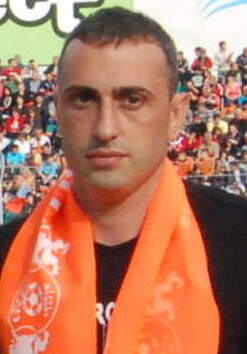
Івайло Петев, перший тренер збірної, який не був виходцем з колишньої Югославії.

21 січня 2021 року болгарин Івайло Петев був оголошений новим тренером напередодні відбіркових матчів до чемпіонату світу 2022 року. Це був перший випадок, коли тренером команди став не виходець з колишньої Югославії.
24 березня 2021 року збірна Боснії зіграла свою першу гру відбору проти Фінляндії в Гельсінкі, яка завершилася внічию 2:2, а у другій грі зазнали поразки в домашньому матчі з Францією на «Грбавиці».
У вересні Боснія змогла заробити виїзне очко проти чинного чемпіона світу Франції, зігравши внічию 1:1 завдяки голу Едіна Джеко, але потім розчарувала нічиєю 2:2 проти Казахстану в Зениці, пропустивши вирішальний гол від казахстанців у компенсований час. У жовтні Боснія знову зустрілася з Казахстаном, цього разу в Нур-Султані, вигравши з рахунком 2:0 і зберегла свої шанси на вихід на чемпіонат світу. Через три дні Боснія зіграла внічию 1:1 Україною у Львові, і їй тепер потрібно було здобувати мінімум 4 очки в двох матчах, що залишилися (Фінляндія та Україна), щоб потрапити в плей-оф. Але вже у першій з цих двох ігор проти Фінляндії в Зениці граючи без травмованого Едіна Джеко, Боснія програла з рахунком 1:3 і достроково вибула з боротьби. Після цього вони програли і свою останню гру у відбірковому раунді 0:2 проти Україні, яка завдяки цьому в результаті і посіла 2-е місце.
Після ще однієї невдалої кваліфікації на чемпіонат світу Боснія і Герцеговина під керівництвом Петева змогла виправитись у Лізі націй УЄФА 2022/23, знову здобувши підвищення до Ліги А та водночас гарантувавши собі місце як мінімум в плей-оф відбору на Євро-2024.
Складні нічиї на виїзді проти Фінляндії та Чорногорії та домашні перемоги над Румунією та Фінляндією дозволили Боснії та Герцеговині очолити групу після перших чотирьох ігор. Перемога у 5 турі проти Чорногорії вдома в Зениці достроково забезпечила боснійцям перше місце у групі. Згодом це дозволило Петеву поекспериментувати з молодшими гравцями для останнього виїзного матчу проти Румунії, який зрештою закінчився їх першою та єдиною поразкою в групі.
Незважаючи на цей успіх, контракт Петева закінчився, і він був звільнений від своїх обов'язків головного тренера в грудні 2022 року, перед початком відбіркової кампанії до Євро-2024.

### Відбір на Євро-2024

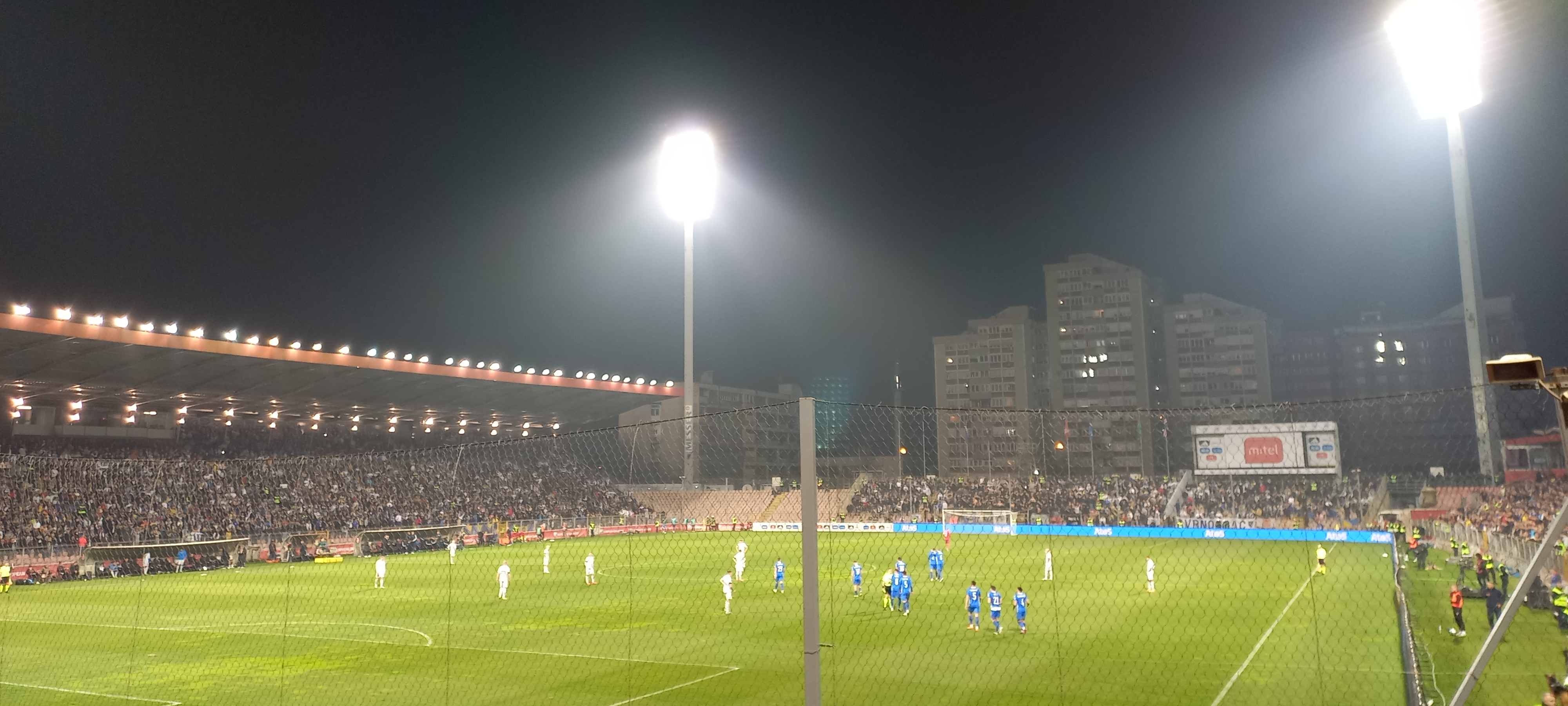
Домашній матч відбору на Євро-2024 проти Ісландії. 2023 рік.

У січні 2023 року Фарук Хаджибегич повернувся до роботи зі збірною Боснії та Герцеговини із завданням вивести команду на Євро-2024. Хаджибегич переміг у першому відбірковому матчі проти Ісландії 23 березня 2023 року 3:0, але за три дні у другій грі проти Словаччини зазнав несподіваної поразки 0:2. Після ще двох поразок у кваліфікаційних іграх проти Португалії та Люксембургу 23 червня 2023 року Хаджибегич розірвав контракт із боснійською федерацією за обопільною згодою.
У серпні 2023 року новим головним тренером став ще один фахівець, що вже очолював команду в минулому, Мехо Кодро. Він переміг у своїй першій грі після повернення, обігравши Ліхтенштейн у відбірковому матчі 8 вересня 2023 року. Але після поразки від Ісландії через три дні, яка фактично позбавила шансів Боснії на пряму кваліфікацію на Євро-2024 Кодро був звільнений з посади 21 вересня.
29 вересня 2023 року Саво Милошевич був призначений новим головним тренером збірної Боснії і Герцеговини, ставши вже третім керманичем команди по ходу одного відбору. 13 жовтня 2023 року він переміг у своїй першій грі проти Ліхтенштейну у відбірковому матчі, а 16 жовтня зазнав першої поразки у грі проти Португалії. Боснія і Герцеговина програла ту гру на «Билино Полє» з рахунком 5:0, що стало найбільшою поразкою в її історії на домашньому полі. Наступного місяця боснійці зазнали ще двох поразок, від Люксембургу (1:4) та Словаччини (1:2), посівши таким чином передостаннє п'яте місце у групі.
Незважаючи на такі невдалі виступи, завдяки перемозі у групі Ліги націй команда зберегла шанси на вихід на Євро через плей-оф, де потрапила на Україну. Там боснійці на домашньому полі у Зениці програли 1:2 і вкотре не змогли отримати право дебютувати на чемпіонатах Європи. Після цього матчу контракт Милошевича закінчився і 16 квітня 2024 року Футбольна асоціація оголосила, що не продовжуватиме контракт із Милошевичем. Натомість новим головним тренером став колишній капітан збірної Сергей Барбарез.

## Гравці
Станом на 19 листопада 2023
Гравці виділені жирним продовжують виступи за збірну.

### Найбільше матчів

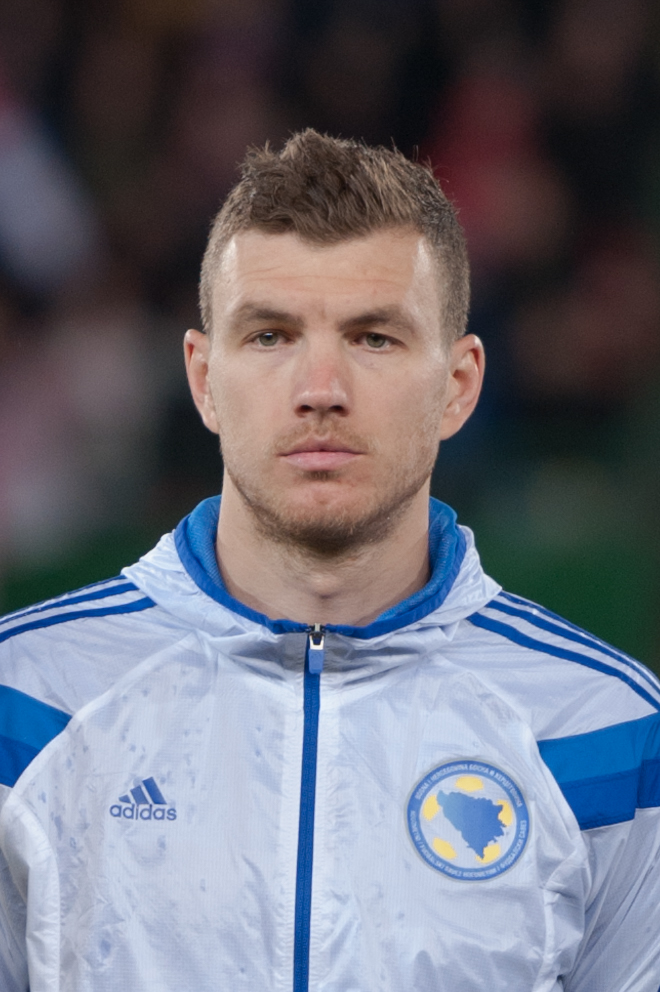
Едін Джеко є найкращим бомбардиром в історії збірної і її багаторічним капітаном.

| Місце | Гравець           | Ігор | Голів | Роки      |
| ----- | ----------------- | ---- | ----- | --------- |
| 1     | Едін Джеко        | 133  | 65    | 2007–     |
| 2     | Міралем П'янич    | 114  | 18    | 2008–     |
| 3     | Емір Спахич       | 94   | 6     | 2003–2018 |
| 4     | Звєздан Мисимович | 85   | 25    | 2004–2018 |
| 5     | Ведад Ібішевич    | 83   | 28    | 2007–2018 |
| 6     | Асмир Бегович     | 63   | 0     | 2009–2020 |
| 7     | Харіс Медуньянін  | 60   | 9     | 2009–2018 |
| 8     | Сенад Лулич       | 57   | 4     | 2008–2017 |
| 8     | Сеад Колашинаць   | 57   | 0     | 2013–     |
| 10    | Едін Вишча        | 55   | 10    | 2010–2020 |

### Найкращі бомбардири

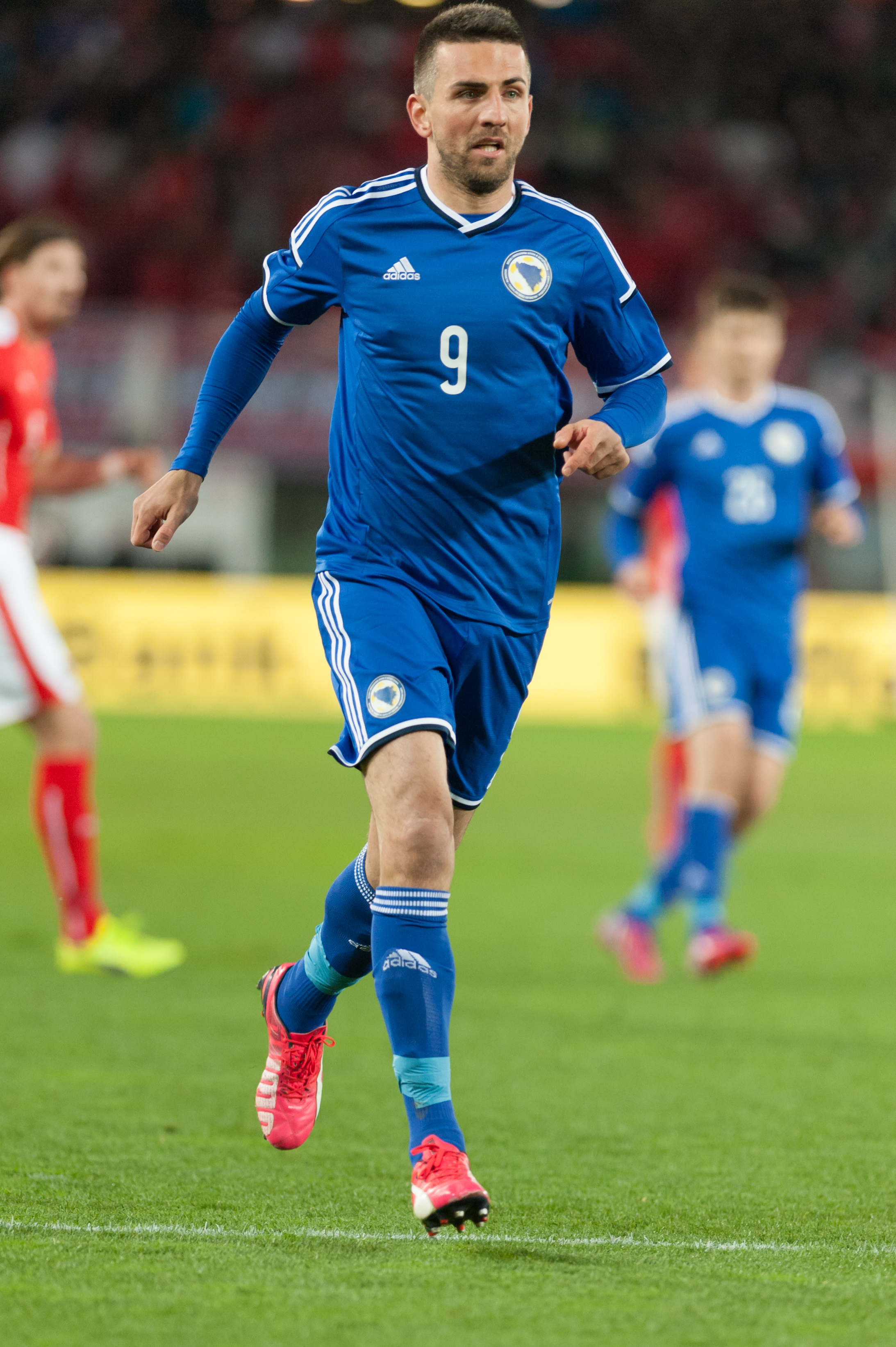
Ведад Ібішевич забив перший гол Боснії на чемпіонатах світу в матчі з Аргентиною (2:1).

| Місце | Гравець           | Ігор | Голів | За матч | Роки      |
| ----- | ----------------- | ---- | ----- | ------- | --------- |
| 1     | Едін Джеко        | 65   | 133   | 0.49    | 2007–     |
| 2     | Ведад Ібішевич    | 28   | 83    | 0.34    | 2007–2018 |
| 3     | Звєздан Мисимович | 25   | 85    | 0.29    | 2004–2018 |
| 4     | Елвир Болич       | 22   | 51    | 0.43    | 1996–2006 |
| 5     | Міралем П'янич    | 18   | 114   | 0.16    | 2008–     |
| 6     | Сергей Барбарез   | 17   | 47    | 0.36    | 1998–2006 |
| 7     | Елвір Бальїч      | 14   | 38    | 0.37    | 1996–2005 |
| 8     | Златан Муслимович | 12   | 30    | 0.4     | 2006–2011 |
| 9     | Едін Вишча        | 10   | 55    | 0.18    | 2010–2020 |
| 10    | Харіс Медуньянін  | 9    | 60    | 0.15    | 2009–2018 |

### Найбільше «сухих» матчів

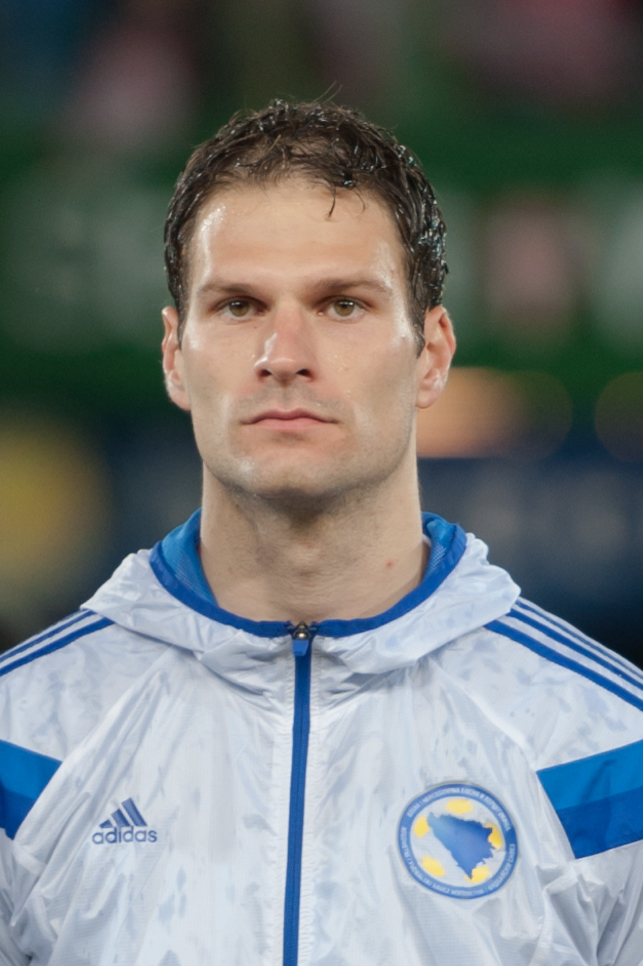
Асмир Бегович, рекордсмен збірної за кількістю сухих матчів.

| Місце | Гравець          | «Сухих» | Ігор | За матч | Роки      |
| ----- | ---------------- | ------- | ---- | ------- | --------- |
| 1     | Асмир Бегович    | 27      | 63   | 0.43    | 2009–2020 |
| 2     | Ібрагім Шехич    | 19      | 54   | 0.35    | 2010–     |
| 3     | Кенан Хасагич    | 13      | 44   | 0.3     | 2002–2011 |
| 4     | Мирсад Дедич     | 8       | 27   | 0.3     | 1996–2000 |
| 5     | Горан Брашнич    | 5       | 8    | 0.63    | 2004–2008 |
| 5     | Аднан Гушо       | 5       | 23   | 0.22    | 1999–2007 |
| 7     | Томислав Пиплиця | 4       | 8    | 0.5     | 2001–2002 |
| 7     | Алмір Толя       | 4       | 15   | 0.27    | 2000–2006 |
| 9     | Ясмин Бурич      | 3       | 3    | 1       | 2008–2020 |
| 9     | Кенан Пирич      | 3       | 7    | 0.43    | 2018–     |
| 9     | Нікола Васіль    | 3       | 8    | 0.38    | 2021–     |

### Капітани
| Гравець           | Роки      | Матчів |
| ----------------- | --------- | ------ |
| Мухамед Коньїч    | 1995–2002 | 20     |
| Мирсад Хибич      | 2000–2003 | 14     |
| Сергей Барбарез   | 2004–2006 | 20     |
| Звєздан Мисимович | 2007–2012 | 16     |
| Емір Спахич       | 2006–2014 | 55     |
| Едін Джеко        | 2014–     | 62     |

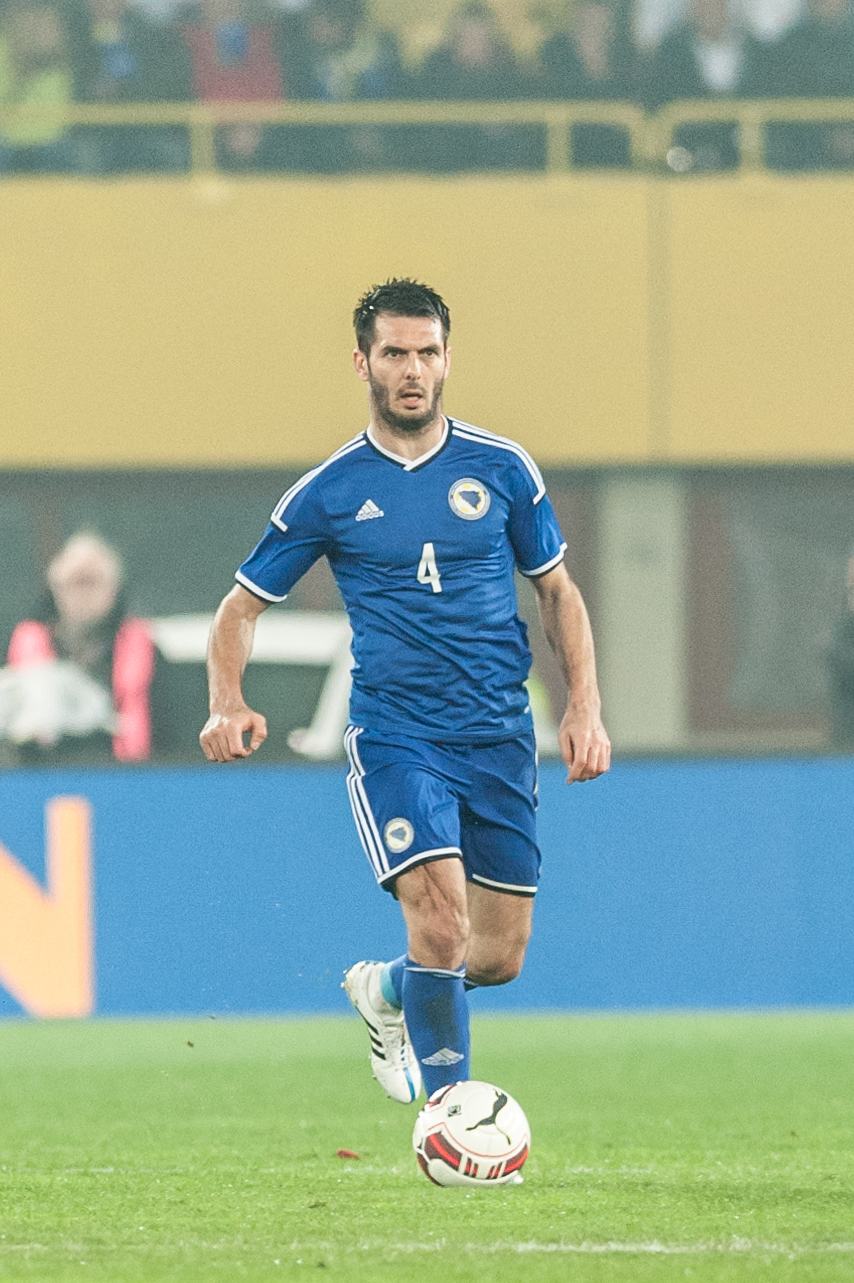
Емір Спахич був капітаном збірної Боснії і Герцеговини на чемпіонаті світу 2014 року.

Примітки: Також ряд інших гравців були тимчасовими капітанами у певних матчах за відсутності капітана: Мехмед Баждаревич (2 гри, 1996), Мехо Кодро (5, 1997—1998), Влатко Главаш (1, 1997), Сувад Катана (2, 1998), Елвир Болич (6, 1999—2000), Бруно Акрапович (4, 1999—2003), Хасан Саліхаміджич (1, 2004), Златан Байрамович (1, 2006), Джемал Берберович (1, 2007), Асмир Бегович (6, 2011—2020), Харіс Медуньянін (4, 2016—2018), Ведад Ібішевич (1, 2017), Міралем П'янич (6, 2019—2021), Ермін Бичакчич (1, 2019), Сеад Колашинаць (2, 2021—2022), Ібрагім Шехич (3, 2021—2023), Синиша Саничанин (1, 2021), Ельдар Чивич (1, 2021), Аднан Ковачевич (1, 2021), Айдин Нукич (1, 2021), Смаїл Превляк (1, 2022), Раде Крунич (1, 2023), Гойко Цимирот (1, 2023).

### Ювілейні голи
Станом на 19 листопада 2023, збірна забила 365 голів.
| №   | Дата           | Автор              | Суперник   | Результат |
| --- | -------------- | ------------------ | ---------- | --------- |
| 1   | 8 жовтня 1996  | Хасан Саліхаміджич | Хорватія   | 1–4       |
| 100 | 4 червня 2005  | Хасан Саліхаміджич | Сан-Марино | 3–1       |
| 200 | 29 лютого 2012 | Ведад Ібішевич     | Бразилія   | 1–2       |
| 300 | 3 вересня 2017 | Едін Джеко         | Гібралтар  | 4–0       |

## Поточний склад
Заявка збірної на матчі відбору на Євро-2024 проти команд Люксембургу і Словаччини 16 і 19 листопада 2023 року.
Статистика матчів і голів наведена станом на 20 листопада 2023 року.
| №  | Поз. | Гравець             | Дата народження (вік)       | Ігри | Голи | Клуб                 |
| -- | ---- | ------------------- | --------------------------- | ---- | ---- | -------------------- |
| 1  | ВР   | Нікола Васіль       | 2 грудня 1995 (29 років)    | 8    | 0    | Санкт-Паулі          |
| 22 | ВР   | Кенан Пирич         | 7 липня 1994 (30 років)     | 7    | 0    | АЕК (Ларнака)        |
| 12 | ВР   | Гидаєт Ганкич       | 29 червня 1994 (30 років)   | 0    | 0    | Ботев (Пловдив)      |
|    |      |                     |                             |      |      |                      |
| 3  | ЗХ   | Денніс Хаджикадунич | 9 липня 1998 (26 років)     | 25   | 0    | Гамбург              |
| 16 | ЗХ   | Юсуф Газибегович    | 11 березня 2000 (25 років)  | 14   | 0    | Штурм (Грац)         |
|    | ЗХ   | Амар Дедіч          | 18 серпня 2002 (22 роки)    | 12   | 1    | Ред Булл (Зальцбург) |
| 19 | ЗХ   | Аднан Ковачевич     | 9 вересня 1993 (31 рік)     | 12   | 0    | Ракув                |
| 2  | ЗХ   | Ренато Гойкович     | 10 вересня 1995 (29 років)  | 4    | 1    | Оренбург             |
| 5  | ЗХ   | Ніхад Муякич        | 15 квітня 1998 (26 років)   | 2    | 0    | Анкарагюджю          |
| 4  | ЗХ   | Нермин Золотич      | 7 липня 1993 (31 рік)       | 1    | 0    | Каза Піа             |
|    |      |                     |                             |      |      |                      |
| 13 | ПЗ   | Гойко Цимирот       | 19 грудня 1992 (32 роки)    | 47   | 0    | Аль-Файха            |
| 20 | ПЗ   | Мирослав Стеванович | 29 липня 1990 (34 роки)     | 33   | 3    | Серветт              |
|    | ПЗ   | Раде Крунич         | 7 жовтня 1993 (31 рік)      | 32   | 4    | Мілан                |
| 18 | ПЗ   | Амір Хаджіахметович | 8 березня 1997 (28 років)   | 30   | 0    | Бешикташ             |
| 14 | ПЗ   | Гарис Гайрадинович  | 18 лютого 1994 (31 рік)     | 7    | 1    | Касимпаша            |
| 7  | ПЗ   | Амар Рахманович     | 13 травня 1994 (30 років)   | 7    | 1    | Крила Рад (Самара)   |
| 6  | ПЗ   | Беньямін Тагірович  | 3 березня 2003 (22 роки)    | 6    | 0    | Аякс (Амстердам)     |
| 17 | ПЗ   | Альмедин Зилькич    | 25 лютого 1996 (29 років)   | 3    | 0    | Сараєво              |
| 21 | ПЗ   | Дал Верешанович     | 23 травня 2001 (23 роки)    | 2    | 0    | Чайкур Різеспор      |
| 8  | ПЗ   | Іван Башич          | 30 квітня 2002 (22 роки)    | 1    | 0    | Оренбург             |
|    |      |                     |                             |      |      |                      |
| 9  | НП   | Смаїл Превляк       | 10 травня 1995 (29 років)   | 27   | 6    | Герта (Берлін)       |
| 23 | НП   | Ермедин Демирович   | 25 березня 1998 (27 років)  | 23   | 1    | Аугсбург             |
| 15 | НП   | Неманья Білбія      | 2 листопада 1990 (34 роки)  | 6    | 0    | Зрінськи             |
| 10 | НП   | Саїд Гамулич        | 12 листопада 2000 (24 роки) | 6    | 0    | Вітессе              |
| 11 | НП   | Гарис Табакович     | 20 червня 1994 (30 років)   | 1    | 0    | Герта (Берлін)       |

### Минулі виклики
У списку подані гравці, що викликались раніше протягом 2023 року:
| Примітки- PRE = Попередній склад - INJ = Виключений через травму або хворобу - RET = Завершив виступи за збірну - WD = Вилучено \| Поз. \| Гравець \| Дата народження (вік) \| Ігри \| Голи \| Клуб \| Останній виклик \| \| ---- \| ----------------------------- \| -------------------------- \| ---- \| ---- \| ------------------- \| ------------------------------------ \| \| ВР \| Ібрагім Шехич \| 2 вересня 1988 (36 років) \| 54 \| 0 \| Аль-Халідж (Сейгат) \| v. Португалія, 16 жовтня 2023 \| \| ВР \| Горан Карачич \| 18 серпня 1996 (28 років) \| 0 \| 0 \| Адана Демірспор \| v. Ліхтенштейн, 8 вересня 2023 PRE \| \| ВР \| Осман Хаджикич \| 12 березня 1996 (29 років) \| 0 \| 0 \| Вележ \| v. Португалія, 17 червня 2023 PRE \| \| \| \| \| \| \| \| \| \| ЗХ \| Сеад Колашинаць \| 20 червня 1993 (31 рік) \| 57 \| 0 \| Аталанта \| v. Люксембург, 16 листопада 2023 INJ \| \| ЗХ \| Адріан Леон Баришич \| 19 липня 2001 (23 роки) \| 4 \| 0 \| Базель \| v. Люксембург, 16 листопада 2023 INJ \| \| ЗХ \| Ельдар Чивич \| 28 травня 1996 (28 років) \| 27 \| 1 \| Ференцварош \| v. Португалія, 16 жовтня 2023 \| \| ЗХ \| Анел Ахмедходжич \| 26 березня 1999 (25 років) \| 21 \| 1 \| Шеффілд Юнайтед \| v. Ліхтенштейн, 13 жовтня 2023 PRE \| \| ЗХ \| Хрвоє Миличевич \| 20 квітня 1993 (31 рік) \| 8 \| 0 \| АЕК (Ларнака) \| v. Ісландія, 11 вересня 2023 \| \| ЗХ \| Синиша Саничанин \| 24 квітня 1995 (29 років) \| 23 \| 0 \| Партизан \| v. Ліхтенштейн, 8 вересня 2023 PRE \| \| ЗХ \| Йосип Чорлука \| 3 березня 1995 (30 років) \| 3 \| 0 \| Зрінськи \| v. Португалія, 17 червня 2023 PRE \| \| ЗХ \| Хрвоє Баришич \| 3 лютого 1991 (34 роки) \| 1 \| 0 \| Зрінськи \| v. Португалія, 17 червня 2023 PRE \| \| ЗХ \| Елвір Дуракович \| 7 лютого 2000 (25 років) \| 0 \| 0 \| Сараєво \| v. Португалія, 17 червня 2023 PRE \| \| \| \| \| \| \| \| \| \| ПЗ \| Міралем П'янич (віце-капітан) \| 2 квітня 1990 (34 роки) \| 114 \| 18 \| Шарджа \| v. Люксембург, 16 листопада 2023 INJ \| \| ПЗ \| Саньїн Прчич \| 20 листопада 1993 (31 рік) \| 17 \| 0 \| Страсбур \| v. Ісландія, 11 вересня 2023 \| \| ПЗ \| Аді Налич \| 1 грудня 1997 (27 років) \| 9 \| 0 \| Гаммарбю \| v. Ісландія, 11 вересня 2023 \| \| ПЗ \| Амер Гояк \| 13 лютого 1997 (28 років) \| 35 \| 4 \| Ференцварош \| v. Ліхтенштейн, 8 вересня 2023 PRE \| \| ПЗ \| Гаріс Дулевич \| 16 листопада 1993 (31 рік) \| 28 \| 1 \| Вільний агент \| v. Португалія, 17 червня 2023 PRE \| \| ПЗ \| Владан Данилович \| 27 липня 1999 (25 років) \| 7 \| 0 \| Насіунал (Фуншал) \| v. Португалія, 17 червня 2023 PRE \| \| ПЗ \| Армін Ходжич \| 29 лютого 2000 (25 років) \| 0 \| 0 \| Хатайспор \| v. Португалія, 17 червня 2023 PRE \| \| \| \| \| \| \| \| \| \| НП \| Едін Джеко \| 17 березня 1986 (39 років) \| 133 \| 65 \| Фенербахче \| v. Люксембург, 16 листопада 2023 WD \| \| НП \| Лука Менало \| 22 липня 1996 (28 років) \| 15 \| 3 \| Динамо (Загреб) \| v. Португалія, 16 жовтня 2023 \| \| НП \| Кенан Кодро \| 19 серпня 1993 (31 рік) \| 15 \| 2 \| Фегервар \| v. Ісландія, 11 вересня 2023 RET \| \| НП \| Ясмин Мешанович \| 6 січня 1992 (33 роки) \| 1 \| 0 \| Кішварда \| v. Португалія, 17 червня 2023 PRE \| \| \| \| \| \| \| \| \| |                               |                            |      |      |                     |                                      |
| Поз. | Гравець                       | Дата народження (вік)      | Ігри | Голи | Клуб                | Останній виклик                      |
| ВР | Ібрагім Шехич                 | 2 вересня 1988 (36 років)  | 54   | 0    | Аль-Халідж (Сейгат) | v. Португалія, 16 жовтня 2023        |
| ВР | Горан Карачич                 | 18 серпня 1996 (28 років)  | 0    | 0    | Адана Демірспор     | v. Ліхтенштейн, 8 вересня 2023 PRE   |
| ВР | Осман Хаджикич                | 12 березня 1996 (29 років) | 0    | 0    | Вележ               | v. Португалія, 17 червня 2023 PRE    |
| |                               |                            |      |      |                     |                                      |
| ЗХ | Сеад Колашинаць               | 20 червня 1993 (31 рік)    | 57   | 0    | Аталанта            | v. Люксембург, 16 листопада 2023 INJ |
| ЗХ | Адріан Леон Баришич           | 19 липня 2001 (23 роки)    | 4    | 0    | Базель              | v. Люксембург, 16 листопада 2023 INJ |
| ЗХ | Ельдар Чивич                  | 28 травня 1996 (28 років)  | 27   | 1    | Ференцварош         | v. Португалія, 16 жовтня 2023        |
| ЗХ | Анел Ахмедходжич              | 26 березня 1999 (25 років) | 21   | 1    | Шеффілд Юнайтед     | v. Ліхтенштейн, 13 жовтня 2023 PRE   |
| ЗХ | Хрвоє Миличевич               | 20 квітня 1993 (31 рік)    | 8    | 0    | АЕК (Ларнака)       | v. Ісландія, 11 вересня 2023         |
| ЗХ | Синиша Саничанин              | 24 квітня 1995 (29 років)  | 23   | 0    | Партизан            | v. Ліхтенштейн, 8 вересня 2023 PRE   |
| ЗХ | Йосип Чорлука                 | 3 березня 1995 (30 років)  | 3    | 0    | Зрінськи            | v. Португалія, 17 червня 2023 PRE    |
| ЗХ | Хрвоє Баришич                 | 3 лютого 1991 (34 роки)    | 1    | 0    | Зрінськи            | v. Португалія, 17 червня 2023 PRE    |
| ЗХ | Елвір Дуракович               | 7 лютого 2000 (25 років)   | 0    | 0    | Сараєво             | v. Португалія, 17 червня 2023 PRE    |
| |                               |                            |      |      |                     |                                      |
| ПЗ | Міралем П'янич (віце-капітан) | 2 квітня 1990 (34 роки)    | 114  | 18   | Шарджа              | v. Люксембург, 16 листопада 2023 INJ |
| ПЗ | Саньїн Прчич                  | 20 листопада 1993 (31 рік) | 17   | 0    | Страсбур            | v. Ісландія, 11 вересня 2023         |
| ПЗ | Аді Налич                     | 1 грудня 1997 (27 років)   | 9    | 0    | Гаммарбю            | v. Ісландія, 11 вересня 2023         |
| ПЗ | Амер Гояк                     | 13 лютого 1997 (28 років)  | 35   | 4    | Ференцварош         | v. Ліхтенштейн, 8 вересня 2023 PRE   |
| ПЗ | Гаріс Дулевич                 | 16 листопада 1993 (31 рік) | 28   | 1    | Вільний агент       | v. Португалія, 17 червня 2023 PRE    |
| ПЗ | Владан Данилович              | 27 липня 1999 (25 років)   | 7    | 0    | Насіунал (Фуншал)   | v. Португалія, 17 червня 2023 PRE    |
| ПЗ | Армін Ходжич                  | 29 лютого 2000 (25 років)  | 0    | 0    | Хатайспор           | v. Португалія, 17 червня 2023 PRE    |
| |                               |                            |      |      |                     |                                      |
| НП | Едін Джеко                    | 17 березня 1986 (39 років) | 133  | 65   | Фенербахче          | v. Люксембург, 16 листопада 2023 WD  |
| НП | Лука Менало                   | 22 липня 1996 (28 років)   | 15   | 3    | Динамо (Загреб)     | v. Португалія, 16 жовтня 2023        |
| НП | Кенан Кодро                   | 19 серпня 1993 (31 рік)    | 15   | 2    | Фегервар            | v. Ісландія, 11 вересня 2023 RET     |
| НП | Ясмин Мешанович               | 6 січня 1992 (33 роки)     | 1    | 0    | Кішварда            | v. Португалія, 17 червня 2023 PRE    |
| |                               |                            |      |      |                     |                                      |

## Тренери

### Тренерський штаб
| Посада             | Ім'я                 |
| ------------------ | -------------------- |
| Головний тренер    | Сергей Барбарез      |
| Тренер воротарів   | Синиша Мркобрада     |
| Фітнес-тренери     | Алмір Сеферович      |
| Фітнес-тренери     | Марко Стоянович      |
| Відеоаналітик      | Джордже Йорович      |
| Лікарі команди     | Аднан Хаджимуратович |
| Лікарі команди     | Реуф Карабег         |
| Технічний директор | Емір Спахич          |
| Секретар команди   | Дарко Любоєвич       |

### Головні тренери
Станом на 29 квітня 2024
| Ім'я                  | З                 | По                | І   | В  | Н  | П   | ГЗ  | ГП  | РГ  | В%      |
| --------------------- | ----------------- | ----------------- | --- | -- | -- | --- | --- | --- | --- | ------- |
| Фуад Музурович        | 30 листопада 1995 | 7 листопада 1997  | 18  | 7  | 2  | 9   | 21  | 25  | −4  | 38,89   |
| Джемалудин Мушович    | 14 травня 1998    | 27 січня 1999     | 7   | 1  | 2  | 4   | 7   | 16  | −9  | 14,29   |
| Фарук Хаджибегич      | 10 березня 1999   | 9 жовтня 1999     | 7   | 2  | 2  | 3   | 10  | 10  | +0  | 28,57   |
| Авдо Калайджич (в.о.) | 18 серпня 1999    | 18 серпня 1999    | 1   | 0  | 1  | 0   | 0   | 0   | +0  | 00.00   |
| Мишо Смайлович        | 24 січня 2000     | 1 січня 2002      | 14  | 5  | 4  | 5   | 20  | 17  | +3  | 35,71   |
| Блаж Слишкович        | 27 березня 2002   | 11 жовтня 2006    | 37  | 11 | 11 | 15  | 44  | 56  | −12 | 29,73   |
| Фуад Музурович        | 21 грудня 2006    | 17 грудня 2007    | 9   | 3  | 0  | 6   | 11  | 16  | −5  | 33,33   |
| Мехо Кодро            | 5 січня 2008      | 17 травня 2008    | 2   | 0  | 1  | 1   | 2   | 5   | −3  | 00.00   |
| Деніял Пирич (в.о.)   | 18 травня 2008    | 30 червня 2008    | 1   | 1  | 0  | 0   | 1   | 0   | +1  | 100,000 |
| Мирослав Блажевич     | 10 липня 2008     | 12 грудня 2009    | 17  | 8  | 2  | 7   | 34  | 24  | +10 | 47,06   |
| Сафет Сушич           | 29 грудня 2009    | 17 листопада 2014 | 49  | 23 | 9  | 17  | 83  | 59  | +24 | 46,94   |
| Мехмед Баждаревич     | 13 грудня 2014    | 10 жовтня 2017    | 25  | 14 | 5  | 6   | 53  | 30  | +23 | 56,00   |
| Роберт Просинечки     | 4 січня 2018      | 27 листопада 2019 | 22  | 9  | 6  | 7   | 29  | 21  | +8  | 40,91   |
| Душан Баєвич          | 21 грудня 2019    | 18 листопада 2020 | 8   | 0  | 3  | 5   | 4   | 14  | −10 | 00.00   |
| Івайло Петев          | 21 січня 2021     | 31 грудня 2022    | 20  | 6  | 7  | 7   | 19  | 24  | −5  | 30,00   |
| Фарук Хаджибегич      | 4 січня 2023      | 23 червня 2023    | 4   | 1  | 0  | 3   | 3   | 7   | −4  | 25,00   |
| Мехо Кодро            | 3 серпня 2023     | 21 вересня 2023   | 2   | 1  | 0  | 1   | 2   | 2   | +0  | 50,00   |
| Саво Милошевич        | 29 вересня 2023   | 21 березня 2024   | 5   | 1  | 0  | 4   | 5   | 13  | −8  | 20,00   |
| Всього                | Всього            | Всього            | 248 | 93 | 55 | 100 | 348 | 339 | —   | 37,50   |

1. ↑  Через хворобу Музуровича, його асистент Борче Средоєвич очолював команду у матчі 6 червня 2007 року проти Мальти (1:0)[124].
2. ↑  Через дискваліфікацію Баждаревича за неспортивну поведінку, його асистент Стефан Гіллі керував командою 25 березня 2017 року у грі з Гібрарлтаром (5:0)[125][126]
3. ↑  Через те, що Івайло Петев здав позитивний результат на COVID-19, його асистент Елвір Рахимич керував командою 27 березня 2021 року проти Коста-Рики (0:0), а Славен Муса 31 березня 2021 року проти Франції (0:1)[127]

## Статистика виступів

### Чемпіонати світу
| Фінальний етап | Фінальний етап            | Фінальний етап            | Фінальний етап            | Фінальний етап            | Фінальний етап            | Фінальний етап            | Фінальний етап            | Фінальний етап            |                           | Кваліфікація              | Кваліфікація              | Кваліфікація              | Кваліфікація              | Кваліфікація              | Кваліфікація              | Кваліфікація              |
| Рік            | Раунд                     | Позиція                   | І                         | В                         | Н                         | П                         | ГЗ                        | ГП                        | І                         | В                         | Н                         | П                         | ГЗ                        | ГП                        | Позиція                   |                           |
| -------------- | ------------------------- | ------------------------- | ------------------------- | ------------------------- | ------------------------- | ------------------------- | ------------------------- | ------------------------- | ------------------------- | ------------------------- | ------------------------- | ------------------------- | ------------------------- | ------------------------- | ------------------------- | ------------------------- |
| 1930—1990      | Виступали як Югославія    | Виступали як Югославія    | Виступали як Югославія    | Виступали як Югославія    | Виступали як Югославія    | Виступали як Югославія    | Виступали як Югославія    | Виступали як Югославія    | Виступали як Югославія    | Виступали як Югославія    | Виступали як Югославія    | Виступали як Югославія    | Виступали як Югославія    | Виступали як Югославія    | Виступали як Югославія    | Виступали як Югославія    |
| 1994           | Не брали участь           | Не брали участь           | Не брали участь           | Не брали участь           | Не брали участь           | Не брали участь           | Не брали участь           | Не брали участь           | Не брали участь           | Не брали участь           | Не брали участь           | Не брали участь           | Не брали участь           | Не брали участь           | Не брали участь           | Не брали участь           |
| 1998           | Не кваліфікувались        | Не кваліфікувались        | Не кваліфікувались        | Не кваліфікувались        | Не кваліфікувались        | Не кваліфікувались        | Не кваліфікувались        | Не кваліфікувались        | Не кваліфікувались        | 8                         | 3                         | 0                         | 5                         | 9                         | 14                        | 4/5                       |
| 2002           | Не кваліфікувались        | Не кваліфікувались        | Не кваліфікувались        | Не кваліфікувались        | Не кваліфікувались        | Не кваліфікувались        | Не кваліфікувались        | Не кваліфікувались        | Не кваліфікувались        | 8                         | 2                         | 2                         | 4                         | 12                        | 12                        | 4/5                       |
| 2006           | Не кваліфікувались        | Не кваліфікувались        | Не кваліфікувались        | Не кваліфікувались        | Не кваліфікувались        | Не кваліфікувались        | Не кваліфікувались        | Не кваліфікувались        | Не кваліфікувались        | 10                        | 4                         | 4                         | 2                         | 12                        | 9                         | 3/6                       |
| 2010           | Не кваліфікувались        | Не кваліфікувались        | Не кваліфікувались        | Не кваліфікувались        | Не кваліфікувались        | Не кваліфікувались        | Не кваліфікувались        | Не кваліфікувались        | Не кваліфікувались        | 12                        | 6                         | 1                         | 5                         | 25                        | 15                        | 2/6                       |
| 2014           | Груповий етап             | 20/32                     | 3                         | 1                         | 0                         | 2                         | 4                         | 4                         | 10                        | 8                         | 1                         | 1                         | 30                        | 6                         | 1/6                       |                           |
| 2018           | Не кваліфікувались        | Не кваліфікувались        | Не кваліфікувались        | Не кваліфікувались        | Не кваліфікувались        | Не кваліфікувались        | Не кваліфікувались        | Не кваліфікувались        | Не кваліфікувались        | 10                        | 5                         | 2                         | 3                         | 24                        | 13                        | 3/6                       |
| 2022           | Не кваліфікувались        | Не кваліфікувались        | Не кваліфікувались        | Не кваліфікувались        | Не кваліфікувались        | Не кваліфікувались        | Не кваліфікувались        | Не кваліфікувались        | Не кваліфікувались        | 8                         | 1                         | 4                         | 3                         | 9                         | 12                        | 4/5                       |
| 2026           | Визначиться у майбутньому | Визначиться у майбутньому | Визначиться у майбутньому | Визначиться у майбутньому | Визначиться у майбутньому | Визначиться у майбутньому | Визначиться у майбутньому | Визначиться у майбутньому | Визначиться у майбутньому | Визначиться у майбутньому | Визначиться у майбутньому | Визначиться у майбутньому | Визначиться у майбутньому | Визначиться у майбутньому | Визначиться у майбутньому | Визначиться у майбутньому |
| 2030           | Визначиться у майбутньому | Визначиться у майбутньому | Визначиться у майбутньому | Визначиться у майбутньому | Визначиться у майбутньому | Визначиться у майбутньому | Визначиться у майбутньому | Визначиться у майбутньому | Визначиться у майбутньому | Визначиться у майбутньому | Визначиться у майбутньому | Визначиться у майбутньому | Визначиться у майбутньому | Визначиться у майбутньому | Визначиться у майбутньому | Визначиться у майбутньому |
| 2034           | Визначиться у майбутньому | Визначиться у майбутньому | Визначиться у майбутньому | Визначиться у майбутньому | Визначиться у майбутньому | Визначиться у майбутньому | Визначиться у майбутньому | Визначиться у майбутньому | Визначиться у майбутньому | Визначиться у майбутньому | Визначиться у майбутньому | Визначиться у майбутньому | Визначиться у майбутньому | Визначиться у майбутньому | Визначиться у майбутньому | Визначиться у майбутньому |
| Всього         | —                         | —                         | 3                         | 1                         | 0                         | 2                         | 4                         | 4                         | 66                        | 29                        | 14                        | 23                        | 121                       | 81                        | —                         |                           |

1. ↑  поразка у плей-оф

### Чемпіонати Європи
| Фінальний етап | Фінальний етап            | Фінальний етап            | Фінальний етап            | Фінальний етап            | Фінальний етап            | Фінальний етап            | Фінальний етап            | Фінальний етап            |                        | Кваліфікація           | Кваліфікація           | Кваліфікація           | Кваліфікація           | Кваліфікація           | Кваліфікація           | Кваліфікація           |
| Рік            | Раунд                     | Позиція                   | І                         | В                         | Н                         | П                         | ГЗ                        | ГП                        | І                      | В                      | Н                      | П                      | ГЗ                     | ГП                     | Позиція                |                        |
| -------------- | ------------------------- | ------------------------- | ------------------------- | ------------------------- | ------------------------- | ------------------------- | ------------------------- | ------------------------- | ---------------------- | ---------------------- | ---------------------- | ---------------------- | ---------------------- | ---------------------- | ---------------------- | ---------------------- |
| 1960—1992      | Виступали як Югославія    | Виступали як Югославія    | Виступали як Югославія    | Виступали як Югославія    | Виступали як Югославія    | Виступали як Югославія    | Виступали як Югославія    | Виступали як Югославія    | Виступали як Югославія | Виступали як Югославія | Виступали як Югославія | Виступали як Югославія | Виступали як Югославія | Виступали як Югославія | Виступали як Югославія | Виступали як Югославія |
| 1996           | Не брали участь           | Не брали участь           | Не брали участь           | Не брали участь           | Не брали участь           | Не брали участь           | Не брали участь           | Не брали участь           | Не брали участь        | Не брали участь        | Не брали участь        | Не брали участь        | Не брали участь        | Не брали участь        | Не брали участь        | Не брали участь        |
| 2000           | Не кваліфікувались        | Не кваліфікувались        | Не кваліфікувались        | Не кваліфікувались        | Не кваліфікувались        | Не кваліфікувались        | Не кваліфікувались        | Не кваліфікувались        | 10                     | 3                      | 2                      | 5                      | 14                     | 17                     | 3/6                    |                        |
| 2004           | Не кваліфікувались        | Не кваліфікувались        | Не кваліфікувались        | Не кваліфікувались        | Не кваліфікувались        | Не кваліфікувались        | Не кваліфікувались        | Не кваліфікувались        | 8                      | 4                      | 1                      | 3                      | 7                      | 8                      | 4/5                    |                        |
| 2008           | Не кваліфікувались        | Не кваліфікувались        | Не кваліфікувались        | Не кваліфікувались        | Не кваліфікувались        | Не кваліфікувались        | Не кваліфікувались        | Не кваліфікувались        | 12                     | 4                      | 1                      | 7                      | 16                     | 22                     | 4/7                    |                        |
| 2012           | Не кваліфікувались        | Не кваліфікувались        | Не кваліфікувались        | Не кваліфікувались        | Не кваліфікувались        | Не кваліфікувались        | Не кваліфікувались        | Не кваліфікувались        | 12                     | 6                      | 3                      | 3                      | 19                     | 14                     | 2/6                    |                        |
| 2016           | Не кваліфікувались        | Не кваліфікувались        | Не кваліфікувались        | Не кваліфікувались        | Не кваліфікувались        | Не кваліфікувались        | Не кваліфікувались        | Не кваліфікувались        | 12                     | 5                      | 3                      | 4                      | 18                     | 15                     | 3/6                    |                        |
| 2020           | Не кваліфікувались        | Не кваліфікувались        | Не кваліфікувались        | Не кваліфікувались        | Не кваліфікувались        | Не кваліфікувались        | Не кваліфікувались        | Не кваліфікувались        | 11                     | 4                      | 2                      | 5                      | 21                     | 18                     | 4/6                    |                        |
| 2024           | Не кваліфікувались        | Не кваліфікувались        | Не кваліфікувались        | Не кваліфікувались        | Не кваліфікувались        | Не кваліфікувались        | Не кваліфікувались        | Не кваліфікувались        | 11                     | 3                      | 0                      | 8                      | 10                     | 22                     | 5/6                    |                        |
| 2028           | Визначиться у майбутньому | Визначиться у майбутньому | Визначиться у майбутньому | Визначиться у майбутньому | Визначиться у майбутньому | Визначиться у майбутньому | Визначиться у майбутньому | Визначиться у майбутньому |                        |                        |                        |                        |                        |                        |                        |                        |
| 2032           | Визначиться у майбутньому | Визначиться у майбутньому | Визначиться у майбутньому | Визначиться у майбутньому | Визначиться у майбутньому | Визначиться у майбутньому | Визначиться у майбутньому | Визначиться у майбутньому |                        |                        |                        |                        |                        |                        |                        |                        |
| Всього         | —                         | —                         | —                         | —                         | —                         | —                         | —                         | —                         | 75                     | 29                     | 12                     | 34                     | 104                    | 114                    | —                      |                        |

1. ↑  Поразка у плей-оф
2. ↑  Поразка у плей-оф
3. ↑  Поразка у плей-оф
4. ↑  Поразка у плей-оф

### Ліга націй
| Ліга націй УЄФА | Ліга націй УЄФА | Ліга націй УЄФА           | Ліга націй УЄФА           | Ліга націй УЄФА           | Ліга націй УЄФА           | Ліга націй УЄФА           | Ліга націй УЄФА           | Ліга націй УЄФА           | Ліга націй УЄФА           | Ліга націй УЄФА           |
| Сезон           | Дивізіон        | Група                     | І                         | В                         | Н                         | П                         | ГЗ                        | ГП                        | +/-                       | Позиція                   |
| --------------- | --------------- | ------------------------- | ------------------------- | ------------------------- | ------------------------- | ------------------------- | ------------------------- | ------------------------- | ------------------------- | ------------------------- |
| 2018–19         | B               | 3                         | 4                         | 3                         | 1                         | 0                         | 5                         | 1                         | Rise                      | 13                        |
| 2020–21         | A               | 1                         | 6                         | 0                         | 2                         | 4                         | 3                         | 11                        | Fall                      | 15                        |
| 2022–23         | B               | 3                         | 6                         | 3                         | 2                         | 1                         | 8                         | 8                         | Rise                      | 18                        |
| 2024–25         | A               | Визначиться у майбутньому | Визначиться у майбутньому | Визначиться у майбутньому | Визначиться у майбутньому | Визначиться у майбутньому | Визначиться у майбутньому | Визначиться у майбутньому | Визначиться у майбутньому | Визначиться у майбутньому |
| Всього          | Всього          | Всього                    | 16                        | 6                         | 5                         | 5                         | 16                        | 20                        | 13                        | 13                        |

### Позиція у рейтингу ФІФА
У таблиці вказано позицію збірною у рейтингу ФІФА за роками
| Рік  | Позиція | Найвища | Найнижча |
| ---- | ------- | ------- | -------- |
| 1996 | 152     | 152     | 173      |
| 1997 | 99      | 99      | 139      |
| 1998 | 96      | 91      | 102      |
| 1999 | 75      | 74      | 78       |
| 2000 | 78      | 74      | 83       |
| 2001 | 69      | 69      | 79       |
| 2002 | 87      | 71      | 87       |
| 2003 | 59      | 53      | 88       |
| 2004 | 79      | 58      | 81       |
| 2005 | 65      | 65      | 81       |
| 2006 | 59      | 42      | 65       |
| 2007 | 51      | 25      | 58       |
| 2008 | 61      | 51      | 75       |
| 2009 | 51      | 33      | 61       |
| 2010 | 44      | 44      | 59       |
| 2011 | 20      | 20      | 56       |
| 2012 | 27      | 19      | 31       |
| 2013 | 19      | 13      | 26       |
| 2014 | 29      | 17      | 29       |
| 2015 | 22      | 20      | 32       |
| 2016 | 27      | 20      | 29       |
| 2017 | 37      | 27      | 40       |
| 2018 | 34      | 32      | 41       |
| 2019 | 49      | 35      | 49       |
| 2020 | 55      | 49      | 55       |
| 2021 | 61      | 55      | 61       |
| 2022 | 57      | 57      | 59       |

## Форма
Традиційними кольорами форми збірної Боснії та Герцеговини є синій і білий, взяті з прапора країни. Також інколи використовується жовтий, що також присутній на прапорі. У той час як нинішні домашні форми переважно сині, а виїзні переважно білі, ця колірна гама спочатку використовувалася у зворотному порядку. Це пов'язано з тим, що прапор Республіки Боснія і Герцеговина, який використовувався до Дейтонської угоди, був переважно білим.
Екіпіровку з 2023 року виробляє іспанська спортивна компанія Kelme. Генеральний спонсор команди — m: tel. Також спонсорами команди є Coca-Cola, ASA Osiguranje та Privredna Banka Sarajevo.
У таблиці нижче наведено історію виробників форми для національної футбольної збірної Боснії та Герцеговини:
| Роки        | Виробник форми |
| ----------- | -------------- |
| 1996–1999   | Patrick        |
| 1999–2000   | Adidas         |
| 2000–2005   | Reusch         |
| 2005–2014   | Legea          |
| 2014–2023   | Adidas         |
| 2023–донині | Kelme          |

### Домашня
| 2008–10 | 2010–11 | 2011–13 | 2013 | 2013–14 | 2014–15 | 2015–18 | 2018–19 | 2020–22 | 2022 | 2022— |

### Виїзна
| 2008–10 | 2010–11 | 2011–13 | 2013 | 2013–14 | 2014–15 | 2015–18 | 2018–19 | 2020–22 | 2022 | 2022 |

## Підтримка

### Прізвисько
Прізвиськом збірної Боснії та Герцеговини з футболу є «Дракони» (босн. Zmajevi), яке вперше вжив коментатор Мустафа Міяйлович у прямому ефірі 28 березня 2009 року під час гри проти Бельгії (перемога 4:2). Це ж прізвисько застосовується і до будь-якої збірної Боснії з ігрових видів спорту. Дослідження з боку фанатів довели, що прізвисько має історичний підтекст, проте тлумачиться він по-різному. Так, лицарський Орден Дракона, що колись існував, включав у себе і титул «дракона», який носили багато воєвод і феодалів Середньовічної Боснії. Цей же титул дістався і династії Котроманичів завдяки кровноспорідненим зв'язкам з імператором Священної Римської Імперії Сигізмундом. Проте найчастіше «дракон» вважався алюзією чи алегорією у поезії. Прізвисько «Боснійський дракон» носив Хусейн Градащевич, борець за незалежність Боснії від турецького ярма.
Національні та зарубіжні ЗМІ називають також збірну «Золоті лілії» за національним гербом та першим прапором Боснії та Герцеговини. На гербі було зображено кілька флер-де-ліс, цей же герб був і гербом Котроманичів.

### Вболівальники

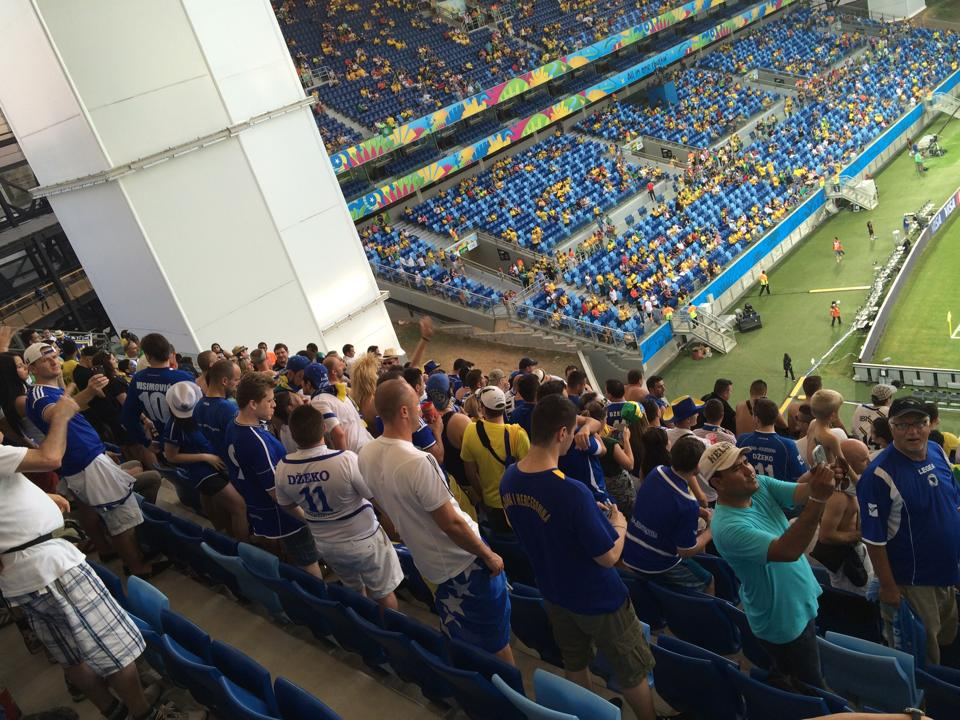
Фани збірної Боснії і Герцеговини на чемпіонаті світу 2014 року.

Значна частина вболівальників збірної Боснії та Герцеговини — це боснійці, які проживають у Північній та Західній Європі, Північній Америці або навіть Австралії. У Боснії та Герцеговині зареєстровані такі клубні фанатські угруповання, як Fukare, Horde zla, Lešinari, Robijaši, Red Army Mostar, Manijaci, Škripari, Sokolovi та інші (у тому числі й різні угруповання ультрас клубу «Зрінськи» з Мостару), які вболівають за збірну. Однак більшими є Belaj Boys, BHLegion, Armija Zmajeva, Ljuti Krajišnici, а найбільша — BHFanaticos.
Ці угруповання іноді виступали на матчах із політичними гаслами та зривали зустрічі: так, 24 березня 2007 року через боснійських фанатів на стадіоні Уллевол у норвезькому Осло матч проти Норвегії було відкладено на годину. Фанати закидали поле фаєрами, димовими шашками та петардами, протестуючи проти корупції у національній футбольній федерації. Дії вболівальників викликали резонанс, і 1 червня 2008 року Мехо Кодро та Елвир Болич, колишні гравці збірної, провели благодійну зустріч зірок боснійського футболу з метою привнесення змін до футбольної структури країни. Матч відбувся в Сараєво і був показаний у прямому ефірі: заради цього 15 тисяч людей зібралися на стадіоні, пожертвувавши матчем збірної Боснії та Герцеговини проти Азербайджану в Зениці, який йшов паралельно (там було лише 50 уболівальників). Гра завершилася перемогою команди Кодро з рахунком 11:9.
Угруповання BHFanaticos перед кожним матчем виконує пісню «Jedna si jedina», що була гімном Боснії та Герцеговини до 1998 року (пісня перестала бути гімном у зв'язку з невдоволенням сербської та хорватської громади). Новий гімн виконувався без слів до 2009 року, поки не були прийняті слова, проте під цю музику боснійські ультрас співали колишній гімн.